# Liste von Abkürzungen (DDR)
Die Liste DDR-typischer Abkürzungen, die sich als alphabetische Sammlung versteht, enthält Abkürzungen für Begriffe, die aus staatlichen und nichtstaatlichen Institutionen, Dingen des Alltags und aus verschiedensten gesellschaftlichen Bereichen stammen. Die Abkürzungen stellen einen Teilbereich des Sprachgebrauchs in der DDR dar.

## A
(zum nächsten Buchstaben – B)
- AAK – Außenhandel-Abrechnungs-Kontor Berlin (1949)
- AAK – Außenarbeitskommando (im Strafvollzug)[1]

- AASK – Afro-Asiatisches Solidaritätskomitee ab 1963, die Nachfolgeorganisation des 1960 gegründeten „Komitee für Solidarität mit den Völkern Afrikas“
- AB – Anlagenbau
- AB – Arbeitsbereich
- AbA – Allgemeine Bedingungen für Anschlußbahnen
- ABAO – Arbeits- und Brandschutzanordnung
- ABF – Arbeiter-und-Bauern-Fakultät: Einrichtung für Arbeiter-und-Bauern-Kinder zur Erlangung der Hochschulreife ab 1949
- ABI – Arbeiter-und-Bauern-Inspektion: ab 1963 dem Zentralkomitee der SED und dem Ministerrat der DDR unterstellte Kontrollinstitution
- ABUS – Volkseigener Betrieb für die Ausrüstung von Bergbau und Schwerindustrie mit Sitz in Merseburg, Oberaltenburg 4 (1953)
- ABV – Abschnittsbevollmächtigter der Volkspolizei, der als Ansprechpartner für ein bestimmtes, begrenztes (Wohn-)Gebiet diente
- ACZ – Agrochemisches Zentrum, Einrichtung, die LPGs Technik und Material zur Düngung und Schädlingsbekämpfung bereitstellte
- ADGV – Allgemeiner Deutscher Gehörlosen-Verband, 1957 in Halle gegründet, 1973 in GSV umbenannt
- AdK – Akademie der Künste (Berlin)
- AdL – Akademie der Landwirtschaftswissenschaften der DDR von 1972 bis 1991
- ADMV – Allgemeiner Deutscher Motorsport Verband der DDR von 1957 bis 1990
- ADN – Allgemeiner Deutscher Nachrichtendienst 1946 gegründete erste Nachrichtenagentur in Deutschland
- AdW – Akademie der Wissenschaften der DDR ab 1972
- AE – Maß für die Arbeitseinheit in der Landwirtschaft – damit wurde der Anteil der Leistung jedes Mitglieds einer Genossenschaft an dem erzeugten Gesamtprodukt und damit die Basis für die Einkünfte der Arbeitsleistung bemessen
- ÄBK – Ärzteberatungskommission
- AEB – Applikationszentrum Elektronik Berlin von 1972 bis 1990, vorher EHB – Elektronikhandel Berlin
- AeO – Arbeitsgemeinschaft ehemaliger Offiziere von 1958 bis 1971
- AF – Arbeiterfestspiele (1959–1988)
- AfdE – Ausschuß für deutsche Einheit (1954–1965)
- AfEP – Amt für Erfindungs- und Patentwesen
- AfG – Akademie für Gesellschaftswissenschaften beim ZK der SED von 1976 bis 1990
- AfI – Amt für Information ab 1949 beim Ministerpräsidenten der DDR – später Presseamt beim Vorsitzenden des MR
- AfNS – Amt für Nationale Sicherheit – Nachfolgeeinrichtung des MfS bis 14. Dezember 1989
- AfP – Amt für Preise beim MR von 1965 bis 1989
- AfS – Amt für Standardisierung von 1954 bis 1973 – ging dann im ASMW auf
- AG – Arbeitsgemeinschaft
- AGB – Arbeitsgesetzbuch der DDR
- AG BKK – Arbeitsgruppe Bereich Kommerzielle Koordinierung (KoKo) ab 1983 im MfS
- AGCK – Arbeitsgemeinschaft christlicher Kirchen in der DDR ab 1970
- AGL – Abteilungsgewerkschaftsleitung in Großbetrieben, AGL-er war der Vorsitzende der AGL.
- AGM – Arbeitsgruppe des Ministers im MfS
- AGO – Abteilungsgewerkschaftsorganisation
- AGO – Arbeitsgerichtsordnung
- AGP – Arbeitsgemeinschaft der Produktionsgenossenschaften
- AHB – Außenhandelsbetrieb in der DDR
- AIF – Amt für industrielle Formgestaltung, das besondere Auszeichnungen für Erzeugnisse vergab: SL = Gestalterische Spitzenleistung, GL = Gute gestalterische Leistung
- AJA – Arbeitsgemeinschaft Junger Autoren
- AK – Aktuelle Kamera – Nachrichtensendung des DFF
- AKE – Arbeitskrafteinheit – eine männliche/weibliche Person, die mindestens 2100 Arbeitsstunden im Jahr tätig ist. Das galt für Personen > 16 Jahre und < 65 Jahre.
- AKG – Auswertungs- und Kontrollgruppe[1]
- AKh – Arbeitskraftstunde – eine Stunde der Handarbeit einer voll arbeitsfähigen AK
- ALB – Allgemeine Liefer- und Leistungsbedingungen – Bestimmungen in gesetzlichen Regelungen über die Grundsätze der Gestaltung von Vertragsbedingungen oder zwischen Vertragspartnern
- ALCID – VVB ALCID Radebeul von 1948 bis 1952 für Betriebe der anorganischen Chemie, die Aufgaben wurden danach von der VVB der anorganisch-chemischen Industrie übernommen
- ANG-Kosten – betrieblich anfallende Kosten für technologisch bedingten Ausschuss, Nacharbeit und Garantieverpflichtungen bei Erzeugnissen und Leistungen
- AöB – Allgemeine öffentliche Bibliotheken
- A-Plan – ein Forschungsplan der AdW
- APO – Abteilungsparteiorganisation – eine Grundorganisation der SED
- APW – Akademie der Pädagogischen Wissenschaften der DDR von 1970 bis 1991
- ASAO – Arbeitsschutzanordnung
- ASB – Arbeitsschutzbestimmung
- ASG – Armeesportgemeinschaft
- ASK – Armeesportklub
- ASMW – Amt für Standardisierung, Meßwesen und Warenprüfung
- ASPR – Automatisierte Systeme der Planberechnungen
- ASR – Akademie für Staats- und Rechtswissenschaft der DDR ab 1972 in Potsdam-Babelsberg bis 1990
- AST – Aufgabenstellung
- ASTM – Arbeitsstelle für Technische Mikrobiologie der AdW
- AStR – Arbeitseinkommensteuer-Richtlinie
- ASV – Armeesportvereinigung „Vorwärts“ ab 1956
- ASVO – Arbeitsschutzverordnung vom 1. Dezember 1977 (GBl. I/1977 Nr. 36 S. 405)
- ASW - Akademie für Sozialistische Wirtschaftsführung
- ATG – Autotransportgemeinschaften – Unternehmer des gewerblichen Güterverkehrs gehörten den ATGs an, die eine Lenkung des Einsatzes des Güterverkehrs durch Lastkraftwagen vornahmen. Dazu gab es in der DDR ATG-Bezirksgeschäftsstellen in den Bezirken
- ATV – Allgemeine Tarifvorschriften für den Ladungsverkehr als Bestandteil des DBGT
- A&V – An- und Verkauf, Secondhandladen
- AWA – Anstalt zur Wahrung der Aufführungs- und Vervielfältigungsrechte auf dem Gebiet der Musik
- AWG – Arbeiterwohnungsbaugenossenschaft
- AWS – Anwerksilage
- AWH – Arbeiterwohnheim zur Unterbringung von Arbeitern bspw. beim Industriebau
- awig – Agrarwissenschaftliche Gesellschaft der DDR (1960–1990)
- AZKW – Amt für Zoll und Kontrolle des Warenverkehrs

## B

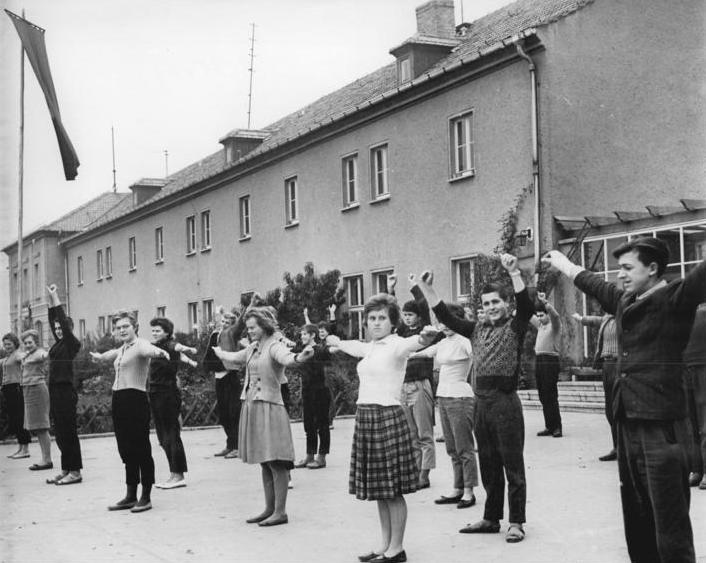
Pausengymnastik in der Betriebsberufsschule des VEG Wilmersdorf im Kreis Angermünde

(zum nächsten Buchstaben – C) … (zum Anfang der Liste)
- BA – Bergakademie
- BAF – Technische Universität Bergakademie Freiberg
- BAO – Brandschutzanordnung, zuletzt wirksam durch die Verhaltensanordnung Brandschutz vom 8. Juni 1982 (GBl. I/1982 Nr. 29 S. 532)
- Baukema – VEB Kombinat Baukema Leipzig (Baukema: Baumaschinen, komplette Anlagen und Erdbewegungsmaschinen)
- BBB – Bagger-, Bugsier- und Bergungsreederei bis 1991
- BBK – Berliner Bischofskonferenz
- BBS – Betriebsberufsschule
- BBZ – Berufsberatungszentrum
- BDA – Bund Deutscher Architekten, ab 1952, ab 1971 in BdA umbenannt
- BdA – Bund der Architekten der DDR ab 1971
- BdDB – Börsenverein der Deutschen Buchhändler zu Leipzig – ab 1946 als Verband der Verleger und Buchhändler der DDR
- BDP – Bezirksdirektion der DP
- BDS – Bund Deutscher Segler im Fachverband des DTSB ab 1958
- BDVP – Bezirksbehörde der Deutschen Volkspolizei (BDVP (B) – mit Betriebsschutz Wismut)
- BE – Baueinheit(en) der Nationalen Volksarmee (NVA) der DDR
- BEK – Bund Evangelischer Kirchen in der DDR ab 1969
- BEK – Betriebliches Entwicklungs- und Konstruktionsbüro
- BEL - Bezirkseinsatzleitung, Gliederung des NVR auf Bezirksebene
- BFD – Bezirksfilmdirektion (Organisation für den Verleih von Filmen für Kinos)
- BfN – Büro für Neuererwesen in Betrieben und Kombinaten
- BG – Biologische Gesellschaft der DDR (1959–1990)
- BGL – Betriebsgewerkschaftsleitung
- BGO – Betriebsgewerkschaftsorganisation
- BGW – VEB Berliner Glühlampenwerk „Rosa Luxemburg“, Teilbetrieb des VEB Narva
- BHG – Bäuerliche Handelsgenossenschaft, Einrichtung zum Verkauf von landwirtschaftlichen Produkten, Werkzeugen und Baumaterialien
- BHT-Koks – Braunkohlenhochtemperaturkoks
- BHuG – Banken für Handel und Gewerbe 1946 bis 1952, dann in die DBB übernommen
- BHZ – Berliner Handelszentrale Nahrungsmittel mit Sitz in Berlin, Wallstraße 23-24 (1953)
- BIK – Brandenburgisches Industriekontor (1949)
- BK – Berliner Konferenz (Katholischer Christen aus europäischen Staaten), ab 1964
- BKdAW – Bezirkskomitee der Antifaschistischen Widerstandskämpfer
- BKG – Bezirkskoordinierungsgruppe (des MfS)[1]
- BKV – Betriebskollektivvertrag
- BKW – Braunkohlenwerk
- BL – Betriebsleitung
- BLN – Bank für Landwirtschaft und Nahrungsgüterwirtschaft, ab 1968
- BLWR – Bezirkswirtschaftsrat
- BMK – Bau- und Montagekombinat
- BMSR-Technik – Betriebsmeß-, Steuerungs- und Regelungstechnik
- BOK – Berliner Ordinarienkonferenz (der römisch-katholischen Kirche in der DDR)
- BP – Betriebspreis als Bestandteil des Industrieabgabepreises (IAP), der nach den Berechnungen der Industriepreise erfolgte.
- BPK – Bezirksplankommission, ab 1961
- BPKK – Bezirksparteikontrollkommission
- BPL – Betriebsparteileitung
- BPO – Betriebsparteiorganisation
- BPS – Bezirksparteischule
- BR – Bibliotheksrat
- BS – Bausoldat, Angehöriger der Baueinheiten der Nationalen Volksarmee (NVA) der DDR
- BSG – Betriebssportgemeinschaft
- BSI – Bezirksschulinspektion
- BSV – Blinden- und Sehschwachenverband der DDR, ab 1957
- BT – Bezirkstag
- BTI – Bezirks-Tierzuchtinspektion
- BUD – Berg-Unfall-Dienst, 1970 als Ersatz und Abgrenzung zum historisch gewachsenen Bergrettungsdienst (v. a. in der BRD) im Klettergebiet der Sächsischen Schweiz
- BUT – Binnenhafenumschlagstarif
- BuV – Bundesvorstand des FDGB
- BV – Bibliotheksverband der DDR
- BV – Bezirksvorstand
- BVfS – Bezirksverwaltung für Staatssicherheit (auch nur BV)
- BWR – Bezirkswirtschaftsrat, ab 1963
- BZ – Berliner Zeitung
- BZA – Biologische Zentralanstalt der DAL mit der Zentralstelle in Berlin-Kleinmachnow und den Instituten in Aschersleben und Naumburg
- BZF – Bremszylinderfett „Boluskol“

## C
(zum nächsten Buchstaben – D) … (zum Anfang der Liste)
- CFK – Christliche Friedenskonferenz in der DDR 1958–1992
- CG – Chemische Gesellschaft der DDR
- CKB – VE Chemiekombinat Bitterfeld

## D
(zum nächsten Buchstaben – E) … (zum Anfang der Liste)
- DA – Dienstanweisung
- DABA – Deutsche Außenhandelsbank ab 1966
- DAG – Deutsche Astronautische Gesellschaft
- DAHA – Deutscher Außenhandel Berlin – eine Anstalt des öffentlichen Rechts von 1949 bis 1951, danach als DIA
- DAL – Deutsche Akademie der Landwirtschaftswissenschaften zu Berlin (gegründet durch Errichtungsbeschluß der Regierung der DDR vom 11. Januar 1951, GBl. S. 29); 1972 in AdL umbenannt
- DAMG – Deutsches Amt für Maß und Gewicht (1949)
- DAMW – Deutsches Amt für Material- und Warenprüfung
- DANAT – Datenspeicher Naturschutz beim Institut für Landschaftsforschung und Naturschutz Halle
- DARAG – Deutsche Auslands- und Rückversicherungs-Aktiengesellschaft
- DASR – Deutsche Akademie für Staats- und Rechtswissenschaft in Potsdam-Babelsberg bis 1972
- DAV – Deutscher Anglerverband
- DAW – Deutsche Akademie der Wissenschaften zu Berlin von 1946 bis 1972
- DB – Deutsche Bücherei Leipzig
- DBB – Deutsche Bauernbank bis 1965, dann als Landwirtschaftsbank, ab 1968 BLN
- DBD – Demokratische Bauernpartei Deutschlands
- DBGT – Deutscher Binnenschiffahrts-Gütertarif
- DBO – Deutsche Bauordnung
- DBV – Deutscher Basketball-Verband
- DBSV – Deutscher Billard-Sportverband der DDR ab 1958
- DBSV – Deutscher Bogenschützen-Verband der DDR ab 1959
- DBV – Deutscher Box-Verband ab 1958
- DBV – Deutscher Basketball-Verband der DDR ab 1958
- DBV – Deutsches Bücherverzeichnis
- DCV – Deutscher Caritasverband in der DDR ab 1946
- DdZ – Dokumentation der Zeit – eine Zeitschrift herausgegeben vom Deutschen Institut für Zeitgeschichte; Deutsche Düngerzentrale (1949)
- DE – Diensteinheit (Polizei oder MfS)
- DEFA – DEFA – Deutsche Film AG
- DEGT – Deutscher Eisenbahngütertarif ab 1. Juli 1958
- DELV – Deutscher Eislauf-Verband der DDR ab 1958
- DEPT – Deutscher Eisenbahn-Personen-, Gepäck- und Expreßguttarif
- DER – Deutsches Reisebüro ab 1957, ab 1964 in VEB Reisebüro der DDR umbenannt
- DERUTRA AG – Deutsch-Russische Transport AG (1949–1954)
- DETT – Deutscher Eisenbahn-Tiertarif bis 1. Juni 1958, danach vom DEGT abgelöst
- DEWAG – Deutsche Werbe- und Anzeigengesellschaft – eine ab 1945 bestandene zentral geleitete für die ganze DDR
- DfA – Durchführungsanweisung
- DFD – Demokratischer Frauenbund Deutschlands
- DFF – Deutscher Fernsehfunk der DDR
- DFV – Deutscher Faustball-Verband der DDR ab 1958 – ebenso: Deutscher Fecht-Verband ab 1958, Deutscher Federball-Verband ab 1958, Deutscher Fußball-Verband der DDR ab 1958
- DGP – Deutsche Grenzpolizei ab Mai 1952
- D.G.S – Deutsches Großsilberkaninchen als eine wertvolle Kaninchenzüchtung
- DGSV – Deutscher Gehörlosen-Sportverband der DDR ab 1958
- DGV – Deutscher Gewichtheber-Verband ab 1958
- DHB – Deutsche Handelsbank (1956–2001); Deutsche Handelsbank AG
- DHfK – Deutsche Hochschule für Körperkultur
- DHSV – Deutscher Hockey-Sportverband ab 1958
- DHV – Deutscher Handballverband ab 1958
- DHZ – Deutsche Handelszentrale
- DIA – Deutscher Innen- und Außenhandel – ein volkseigenes Handelsunternehmen der DDR
- DIAMAT – Dialektischer Materialismus
- DIB – Deutsche Investitionsbank 1948–1968
- DIZ – Deutsches Institut für Zeitgeschichte
- DJV – Deutscher Judo-Verband ab 1958
- DK – Dieselkraftstoff; Dezimalklassifikation im Dokumentationssystem des IfD
- DKSV – Deutscher Kanu-Sportverband ab 1958
- DKT – Deutscher Kraftwagentarif
- DKV – Deutscher Kegler-Verband ab 1958
- DL – eine Bezeichnung für Dauerleistungssauen mit > 100 Ferkeln im Schweineleistungsbuch (SL)
- DLH – Deutsche Lufthansa (ab 18. September 1958 umbenannt in Interflug)
- DLK – Dienstleistungskombinat
- DLO – Dienstlaufbahnordnung
- DLZ – Deutsche Lehrerzeitung
- DMH – Dringliche Medizinische Hilfe, später in SMH umbenannt
- DNA – Deutscher Normenausschuss (1949)
- DNB – Deutsche Notenbank von 1948 bis 1968 – Nachfolge: Staatsbank der DDR
- DOLV – Deutscher Orientierungslaufverband (1990)
- DP – Deutsche Post 1945–1990
- DPA – Deutscher Personalausweis, in den 1970er Jahren von PA abgelöst
- DPT – Deutscher Eisenbahn - Personen-, Gepäck- und Expreßguttarif im Binnenverkehr der DDR
- DPV – Deutscher Pferdesport-Verband ab 1961
- DPZI – Deutsches Pädagogisches Zentralinstitut ab 1. September 1949
- DR – Deutsche Reichsbahn
- DRK – Deutsches Rotes Kreuz in der DDR
- DRSV – Deutscher Radsport-Verband der DDR ab 1958, Deutscher Ruder-Sportverband ab 1958, ebenso: Deutscher Rugby-Verband ab 1958
- DRV – Deutscher Ringer-Verband ab 1958, Deutscher Rollsport-Verband ab 1958
- DS – Deutscher Sportausschuss 1948–1957
- DSB – Deutsche Staatsbibliothek Berlin
- DSBV – Deutscher Schlitten- und Bobsportverband ab 1958
- DSF – Gesellschaft für Deutsch-Sowjetische Freundschaft; Organisation, die den Kontakt und die Freundschaft zur Sowjetunion intensivieren sollte
- DSG-HB – Deutsche Saatgut-Handelsbetriebe – 1956 aus der Deutschen Saatgut-Handelszentrale (DSG-HZ) gebildet
- DSLV – Deutscher Skiläufer-Verband ab 1958
- DSM – VEB Deutsche Schiffsmaklerei
- DSMF – Deutscher Sportverband – Moderner Fünfkampf ab 1959
- DSR – VEB Deutsche Seereederei ab 1952 in Wismar
- DSRK – Deutsche Schiffs-Revision und Klassifikation
- DSSV – Deutscher Schwimmsport-Verband ab 1958
- DSVB – Deutscher Sportverband Volleyball ab 1958
- DSU – Deutsche Schiffahrts- und Umschlagbetriebe
- DSV – Deutscher Schach-Verband
- DSV – Deutscher Schriftstellerverband (1950–1973)
- DSV – Deutscher Schützenverband der DDR (1958–1990)
- DSVB – Deutscher Sportverband Volleyball der DDR ab 1958
- DT64 – Jugendrundfunksender der DDR
- DTSB – Deutscher Turn- und Sportbund, zentrale für den Sport zuständige Massenorganisation der DDR
- DTV – Deutscher Tennis-Verband ab 1958, ebenso: Deutscher Turn-Verband ab 1958
- DTTV – Deutscher Tischtennis-Verband ab 1958
- DV – Dienstvorschrift
- DVA – Deutsche Verwaltungsakademie bis 1953
- DVA – Deutsche Versicherungsanstalt (1952–1969), 1969 in „Staatliche Versicherung der DDR“ umbenannt
- DVdI – Deutsche Verwaltung des Innern
- DVfL – Deutscher Verband für Leichtathletik der DDR
- DVfV – Deutscher Verband für Versehrtensport der DDR ab 1959
- DVJ – Deutsche Verwaltung für Justiz
- DVK – Deutscher Volkskongress
- DVP – Deutsche Volkspolizei
- DVR – Deutscher Volksrat
- DVV – Deutsche Verwaltung für Volksbildung von 1945 bis 1947
- DVZG – Deutsche Zentralverwaltung für Gesundheitswesen, durch Befehl der SMAD vom 27. Juli 1945 gebildet und im Juni 1947 in die DWK eingegliedert.
- DWBO – Deutscher Verband für Wandern, Bergsteigen und Orientierungslauf (ab 1970)
- DWBV – Deutscher Wanderer- und Bergsteigerverband (bis 1970)
- D.w.E. – Deutsches weißes Edelschwein
- DWI – Deutsches Wirtschaftsinstitut Berlin (1949–1971) – die Aufgaben wurden 1971 vom IPW übernommen
- DWK – Deutsche Wirtschaftskommission ab 1946 ein Lenkungsorgan der zentral geführten Wirtschaft
- DZA – Deutsches Zentralarchiv (1949–1973)
- DZfPH – Deutsche Zeitschrift für Philosophie
- DZVV – Deutsche Zentralverwaltung für Volksbildung (siehe DVV)

## E
(zum nächsten Buchstaben – F) … (zum Anfang der Liste)
- EAW – Elektro-Apparate-Werke Berlin-Treptow „Friedrich Ebert“
- EG – Erzeugnisgruppe
- E.g.H. – Einfarbig gelbes Höhenvieh – eine Bezeichnung für eine besondere Züchtung des Rindes (Frankenrind, Glan-Donnersberger Rind, Lahnrind, Limpurger Rind) zur Haltung in Mittelgebirgslagen in Mitteldeutschland
- EGO – Eichgebührenordnung
- EGT – Erdgastrasse
- EKB – Elektrochemisches Kombinat Bitterfeld
- EKM – VVB des Energie- und Kraftmaschinenbaus mit Sitz in Halle
- EKO – Eisenhüttenkombinat Ost
- EKRI – Einheitskontenrahmen der Industrie (1949) – Veröffentlicht in: ZVOBl. Nr. 58, S. 564 vom 26. November 1948
- EKRL – Einheitskontenrahmen der Landwirtschaft (1949)
- EKU – Evangelische Kirche der Union (Bund evangelischer Kirchen der DDR)
- EL – Einstein-Laboratorium für Theoretische Physik der AdW
- ELG – Einkaufs- und Liefergenossenschaft des Handwerks ab 1946
- ELN – Erzeugnis- und Leistungsnomenklatur – eine Schlüsselnummer aus acht Ziffern für alle im Inland produzierten und vom Ausland importierten Erzeugnisse und Leistungen
- EMAU – Ernst-Moritz-Arndt-Universität Greifswald
- ENTSCH – Formenöl „Entschalon“
- EOS – Erweiterte Oberschule – Schuleinrichtung mit Abschlussziel Abitur
- ESDA – Erzgebirgische Spezial Damenstrümpfe Auerbach
- ESER – Einheitliches System Elektronischer Rechentechnik
- ESP – Einführung in die sozialistische Produktion – Schulfach, beinhaltete Wirtschaftslehre und Technische Physik; gehörte zusammen mit Produktive Arbeit (PA) und Technischem Zeichen (TZ) zum Unterrichtstag in der sozialistischen Produktion (UTP)
- ET – Elektrotechnik
- ETT – Einheitlicher Transittarif, ein Verzeichnis von Preisen des internationalen Gütertransports mit der Eisenbahn für die Durchfahrt bestimmter sozialistischer Länder
- EV – Ermittlungsverfahren
- EVB – Energieversorgungsbetrieb
- EVP – Einzelhandelsverkaufspreis – auch Endverbraucherpreis oder Endverkaufspreis, meist bereits vom Hersteller auf der Ware aufgedruckt, da es in der DDR nur Festpreise gab, die vom Amt für Preise festgelegt wurden. Früher Verbraucherendpreis VEP.
- EW – Einfamilienwohnhaus – standardisierte Eigenheime in verschiedenen Variationen

## F

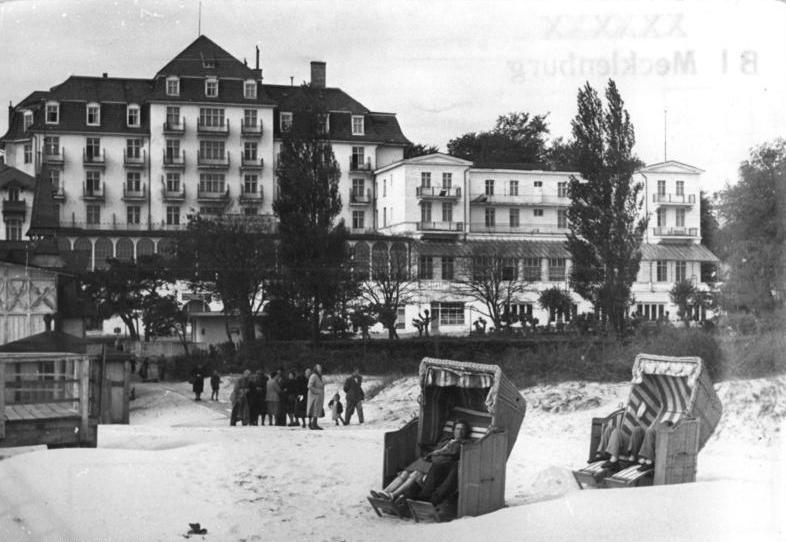
FDGB-Erholungsheim Solidarität in Heringsdorf 1952

(zum nächsten Buchstaben – G) … (zum Anfang der Liste)
- FAS – Forschungsanstalt für Schiffbau, Wasser- und Grundbau mit Abteilungen in Berlin-Karlshorst und Potsdam
- FB – Fahrbibliothek
- FDGB – Freier Deutscher Gewerkschaftsbund
- FDJ – Freie Deutsche Jugend
- FE-AO – Forderungseinzugsanordnung
- F/E – Forschung und Entwicklung
- Ffo – Frankfurt (Oder)
- FFSV – Flug- und Fallschirm-Sportverband der DDR ab 1987
- FGB – Familiengesetzbuch
- FGLB – Ferngasleitungsbau (damaliger Sitz in Leipzig (Engelsdorf) und Mittenwalde)
- FGS – Fischerei-Fahrzeug-und-Gerätestation im Vertragsverhältnis mit den FPG
- FIA – Forschungsinstitut für Aufbereitung der AdW
- FIFT – Forschungsinstitut für Textiltechnologie in Karl-Marx-Stadt
- FK – Forum der Kriminalistik
- FKS – Forschungsinstitut für Körperkultur und Sport in Leipzig
- FL – Färsenleistung – Bezeichnung einer Milchleistung von sogenannten Erstlingskühen bei der ersten Milchabgabe (Laktation)
- FLEI – Flugpreis mit Ermäßigungen im Inland für Interflug-Reisen
- FPG – Fischereiproduktionsgenossenschaft der See- und Küstenfischer
- FR – Fachrichtung
- FSCT – Forschungsstelle für Chemische Toxikologie der AdW
- FSHF – Forschungsstelle für Hochdruckforschung der AdW
- FSPP – Forschungsstelle für informationelle Photochemie und Photophysik der AdW
- FStW – Funkstreifenwagen
- FSU – Friedrich-Schiller-Universität Jena
- FSWF – Forschungsstelle für Wirbeltierforschung der AdW
- FV – Fachverbände der Kammer der Technik
- FWE – Futterwerteinheit – eine Bewertung des Futters bezüglich der verwertbaren Energie im Futter für das im Tierkörper zu erzielende Fettbildungsvermögen gemessen in Kilokalorien (kcal)
- FZR – Freiwillige Zusatzrentenversicherung – Rentenversicherung für Einkommen über 600 Mark Monatsverdienst bzw. 7200 Mark Jahresverdienst
- FZR-VO – Verordnung über die freiwillige Zusatzrentenversicherung der Sozialversicherung vom 17. November 1977 (GBl. I/1977 Nr. 35 S. 395)

## G
(zum nächsten Buchstaben – H) … (zum Anfang der Liste)
- GAN – Generalauftragnehmer
- GAP – Großhandelsabgabepreis, der aus dem Industrieabgabepreis (IAP) und der Großhandelsspanne berechnet wurde
- Garkreba – Garantie- und Kreditbank in Berlin, Hausbank der Sowjetischen Besatzungsmacht (bis 1956)
- GAV – Gesellschaftliches ArbeitsVermögen, Datensammlung erlernter Berufe, um bei Arbeitskräftemangel administrative Abordnungen zu ermöglichen (1975)
- GAZ – Gesamtverzeichnis ausländischer Zeitschriften
- GB – Gemeindebibliothek
- GBA – Gesetzbuch der Arbeit von 1961, siehe Arbeitsgesetzbuch
- GBH – Gesellschaft für Betriebsberatung des Handels der DDR
- GD – Generaldirektor
- GDBH – Gesellschaft Deutscher Berg- und Hüttenleute
- GewB – Gewerbebibliothek
- GG – Geographische Gesellschaft der DDR (1953–1990)
- GGG – Gesetz über die gesellschaftlichen Gerichte vom 25. März 1982 (GBl. I/1982 Nr. 13 S. 269)
- GGW – Gesellschaft für Geologische Wissenschaften der DDR (1954–1990)
- GH – Gesellschaft für die gesamte Hygiene der DDR (1954–1990)
- GHB – Großhandelsbetriebe
- GHG – Großhandelsgesellschaft
- GISAG – VEB Kombinat Gießereianlagenbau und Gußerzeugnisse Leipzig
- GKA – Gebrauchswertkostenanalyse, eine analytische Methode zur Ermittlung der Erzeugnisherstellung von der F/E bis zum Absatz des Erzeugnisses
- GKS – Geheime Kommandosache[1]
- GKT – Güterkraftverkehrstarif, ein Verzeichnis von Transportpreisen
- GKT – Gummikombinat Thüringen (Gotha, Waltershausen, Tabarz)
- GK-Rübe – Grünköpfige Rübe als besondere Zucht der Zuckerrübe
- GKV – Geheime Kollegiums-Vorlage
- GLD – Gemeinschaftsliniendienst der VEB DSR in Rostock mit ausländischen Reedereien
- GMG – Geschmacksmustergesetz, vgl. Designgesetz (Gesetz betreffend das Urheberrecht an Mustern und Modellen) vom 11. Januar 1876, das in der DDR als geltendes Recht weiterhin galt
- GMS – Gesellschaftlicher Mitarbeiter Sicherheit des MfS
- Gen. – Genosse – Anrede innerhalb der SED und in der Armee, ansonsten fast ausschließliche Anrede in Polizei und MfS
- Genex – Geschenkdienst- und Kleinexporte GmbH – Versandhandel für überwiegend aus DDR-Produktion stammende Waren, die jedoch nur gegen Devisen erhältlich waren und nur aus dem „nichtsozialistischen Wirtschaftsgebiet“ an Empfänger in der DDR versandt werden konnten
- GNH – Gesellschaft „Neue Heimat“ – Vereinigung in der DDR für die Verbindung mit Bürgern deutscher Herkunft im Ausland (1964–1989)
- GNU – Gesellschaft für Natur und Umwelt im Kulturbund der DDR ab 1980
- GöV – Gesetz über die örtlichen Volksvertretungen vom 17. Januar 1957, novelliert am 4. Juli 1985 (GBl. I/1985 Nr. 18 S. 213)
- GO – Grundorganisation der SED
- GOL – Grundorganisationsleitung der FDJ, z. B. an einer Schule
- GPG – Gärtnerische Produktionsgenossenschaft
- GPKK – Gebietsparteikontrollkommission
- GpmB – Gesellschaft für physikalische und mathematische Biologie der DDR (1972–1990)
- GSM – Gesellschaft für Sportmedizin der DDR (ab 1963)
- GSM – Gesellschaft für Stenografie und Maschinenschreiben der DDR (1960–1990)
- GSP – VEB Gaskombinat Schwarze Pumpe
- GSSD – Gruppe der Sowjetischen Streitkräfte in Deutschland (1945–1990)
- GST – Gesellschaft für Sport und Technik – vormilitärische Organisation, in der Jugendliche auf den Dienst in der Armee vorbereitet wurden.
- GSV – Gehörlosen- und Schwerhörigenverband der DDR (1957–1990)
- GTMS – Gasturbinen-Motorschiff
- GuG – Geschichte und Gesellschaft
- GuK – Geläufige Abkürzung für das Kombinat Geodäsie und Kartographie und das Kombinat Getriebe und Kupplungen
- GVP – Gaststättenverkaufspreis – wurde berechnet: GVP = EVP + Gaststättenaufschlag je nach Preisstufe
- GVS – Geheime Verschlusssache[1]
- GVVG – Gebietsvereinigungen volkseigener Güter
- GWR – Gesellschaft für Weltraumforschung und Raumfahrt der DDR (1960–1990)

## H
(zum nächsten Buchstaben – I) … (zum Anfang der Liste)
- HA – Hauptabteilung
- HABW – Hochschule für Architektur und Bauwesen Weimar
- HAK - Hauptamt für Klimatologie
- HAN – Hauptauftragnehmer
- HB – Hauptbibliothek
- HBVO – Verordnung über die Berufung und die Stellung der Hochschullehrer an den wissenschaftlichen Hochschulen (Hochschullehrer-VO) vom 6. November 1968 (GBl. II/1968 Nr. 127 S. 997), zuletzt novelliert am 19. Februar 1985 (GBl. I/1985 Nr. 7 S. 81)
- HdJT – Haus der Jungen Talente, das zentrale Klubhaus der FDJ in Berlin (1954–1990)
- HdL – Haus des Lehrers in Berlin (1964–1990)
- HFF – Hochschule für Film und Fernsehen „Konrad Wolf“ in Potsdam-Babelsberg (1954–1990)
- HF-Gehälter – leistungsabhängige Gehälter für Lehrer an Hoch- und Fachschulen
- HfÖ – Hochschule für Ökonomie „Bruno Leuschner“ in Berlin-Karlshorst (1956–1990)
- HfV – Hochschule für Verkehrswesen in Dresden
- HFW – Hoch- und Fachschulwesen
- HG – Historiker-Gesellschaft der DDR (1958–1990)
- HGL – Hausgemeinschaftsleitung – die Bewohner größerer Mehrfamilienhäuser wurden als Kollektiv betrachtet
- H.Gr.S. – Helle Großsilberkaninchen als eine der besten Fell- und Fleischrassen gezüchteter Kaninchen
- HHI – Heinrich-Hertz-Institut für Atmosphärenforschung und Geomagnetismus der AdW
- H.i.O – Hervorhebung im Original
- HMD - Hydrometeorologischer Dienst
- HO – Handelsorganisation – Einzelhandelsgeschäft der staatlichen Handelsorganisation
- HPS – Höhere Polizeischule
- Hptm. – Hauptmann
- HSDVP – Hochschule der Deutschen Volkspolizei
- HSG – Hochschulsportgemeinschaft
- HSW – Hochschulwesen
- HUB – Humboldt-Universität zu Berlin
- HV – Hauptverwaltung – eine Abteilung bei staatlichen Einrichtungen
- HV – Hauptvorstand
- HVA – Hauptverwaltung Ausbildung im MdI
- HVA – Hauptverwaltung A im MfS
- HVAS – HV für Arbeit und Sozialfürsorge der DWK
- HVDVP – Hauptverwaltung der Deutschen Volkspolizei im MdI
- HVF – HV für Finanzen der DWK
- HVGP – HV der Grenzpolizei
- HVDGP – HV der Grenzpolizei
- HVHV – HV für Handel und Versorgung der DWK
- HVIA – HV für Interzonen- und Außenhandel der DWK
- HVLF – HV für Land- und Forstwirtschaft der DWK
- HVS – Hauptverwaltung Sicherung im MfS
- HVV – HV für Verkehr der DWK
- HW – Hauptwohnung

## I
(zum nächsten Buchstaben – J) … (zum Anfang der Liste)
- IÄK – Institut für Ästhetik und Kunstwissenschaften der AdW
- IAG – Institut für Allgemeine Geschichte der AdW
- IAM – Informationsaufzeichnungsmaterialien
- IaR – Institut für angewandte Radioaktivität der AdW
- IAP – Industrieabgabepreis, der sich berechnet für Konsumgüter aus der Summe des Betriebspreises (BP) + einer produktabhängigen Abgabe oder dem Betriebspreis und einer Zuführung einer produktabhängigen Stützung (BP > IAP). Für Produktionsmittel galt allgemein: IAP = BP
- iba – Internationale Buchkunst-Ausstellung
- IBP – Institut für Biochemie der Pflanzen der AdW
- IBT – Institut für Biotechnologie der AdW
- ICT – Institut für chemische Technologie der AdW
- IDFF – Internationale Demokratische Frauenföderation
- IDH – Innerdeutscher Handel
- IFA – Industrieverband Fahrzeugbau
- IfA – Institut für Automatisierung der AdW
- IfD – Institut für Dokumentation der DAW in Berlin
- IFE – Institut für Festkörperphysik und Elektronenmikroskopie der AdW
- IfG – Institut für Gesellschaftswissenschaften beim ZK der SED von 1951 bis 1976
- IfH – Institut für Hochenergiephysik der AdW
- IfL – Institut für Lehrerbildung
- IfL – Institut für Leichtbau (Dresden)
- IfM – Institut für Meinungsforschung beim ZK der SED (1964–1978)
- IfM – Institut für Meereskunde der AdW
- Ifo. – Information
- IGG – Institut für Geographie und Geoökologie der AdW
- IHP – Institut für Halbleiterphysik der AdW
- IfR – 1. Institut für Rechtswissenschaft der AdW, 2. Institut für mineralische Rohstoff- und Lagerstättenwirtschaft Dresden
- IG – Industriegewerkschaft
- iga – Name der Internationalen Gartenbauausstellung der DDR in Erfurt (1961–1990)
- I-GL – Ingenieurwissenschaftliche Grundlagenfächer
- IHB – Industrie- und Handelsbank der DDR von 1967 bis 1974 – die Aufgaben der IHB wurden danach von der Staatsbank der DDR übernommen.
- IHK – Industrie- und Handelskontor (1949)
- IHM – Ingenieurhochschule Mittweida
- IHS – Ingenieurhochschule (1969–1990)
- IHZ – Ingenieurhochschule Zwickau
- I.-I. oder I-I – Industrie-Institut – eine besondere Einrichtung für Führungskader ohne Zugangsvoraussetzungen zum Hochschulstudium
- IIB – Institut für Internationale Beziehungen – ab 1964 eine Einrichtung an der Deutschen Akademie für Staats- und Rechtswissenschaft der DDR in Potsdam-Babelsberg, an dem die Diplomaten der DDR ausgebildet wurden
- IIR – Institut für Informatik und Rechentechnik der AdW
- IKB – Institut für Kultur-Bauten, zentrales Architektur- und Technik-Büro für Neubau und Instandhaltung kultureller Einrichtungen beim MfK
- IKF – Institut für Kosmosforschung der AdW
- ILID – Institut für landwirtschaftliche Information und Dokumentation der DAL – arbeitete im Rahmen des RGW mit dem internationalen System AGROINFORM
- ILK – Institut für Luft- und Kältetechnik, Dresden
- ILKA – VEB Kombinat Luft- und Kältetechnik Dresden – der Markenname ILKA entstand in Anlehnung an das Institut für Luft- und Kältetechnik (ILK)
- ILZ – Institut für Leihverkehr und Zentralkataloge der Deutschen Staatsbibliothek
- IM – Informationsmittel
- IM – Inoffizieller Mitarbeiter des MfS oder der DVP
- IMB – Inoffizieller Mitarbeiter des MfS mit Feindverbindung[1]
- IMB – Internationale Musikbibliothek im Verband der Komponisten und Musikwissenschaftler der DDR (VKM) ab 1956 in Berlin
- IMath – (Karl-Weierstraß-)Institut für Mathematik der AdW
- IMech – Institut für Mechanik der AdW
- IML – Institut für Marxismus-Leninismus beim ZK der SED (1949–1990)
- IMS – Inoffizieller Mitarbeiter des MfS zur Sicherung[1]
- INH – Institut für Neurobiologie und Hirnforschung der AdW
- INT – Institut für Nachrichtentechnik
- IÖF – Institut für Ökosystemforschung der AdW
- IPF – Institut für Post- und Fernmeldewesen der DP
- IPG – Interparlamentarische Gruppe
- IPL - Institutsparteileitung
- I-Plan – Institutsplan
- IPoC – Institut für Polymerenchemie der AdW
- IPW – Institut für Internationale Politik und Wirtschaft (1971–1990)
- IRS – Industrie-Roboter-Steuerung
- IsI – Institut für stabile Isotope der AdW
- ISS – Institut für Soziologie und Sozialpolitik der AdW
- ISV – Institut für Sorbische Volksforschung der AdW
- ISW – Institut für sozialistische Wirtschaftsführung des Post- und Fernmeldewesens der DP
- ISW – Institut für sozialistische Wirtschaftsführung der TH Merseburg
- I-T – Ingenieurtechnische Fächer
- ITA – Ingenieur-Technischer Außenhandel Berlin
- ItC - Institut für technische Chemie der AdW
- ITP – Institut für Technologie der Polymere der AdW
- ITSR – Institut für Theorie des Staates und des Rechts der AdW
- ITW – Institut für Theorie, Geschichte und Organisation der Wissenschaft der AdW
- IV – Industrieverwaltung
- IWF – Institut für Wirkstoff-Forschung der AdW
- IWG – Institut für Wirtschaftsgeschichte der AdW
- IWIM – Institut für Wissenschaftsinformation in der Medizin
- IWP – Industrielle Warenproduktion
- IZEB – Informationszentrale Eisenbahnbau

## J
(zum nächsten Buchstaben – K) … (zum Anfang der Liste)
- JfG – Jahrbuch für Geschichte ab 1967
- JFZ – Jugendfreizeitzentrum
- JGG – Jugendgerichtsgesetz vom 29. Februar 1952
- JHS – Juristische Hochschule des MfS
- JHVO – Verordnung über die Aufgaben und die Arbeitsweise der Organe der Jugendhilfe (Jugendhilfe-VO) vom 3. März 1966 (GBl. II/1966 Nr. 34 S. 215)
- JP – Junge Pioniere – Die Kinderorganisation der FDJ (1948–1989)
- JSchVO – Jugendschutzverordnung vom 15. September 1955
- JW – Zeitschrift Junge Welt
- JWG – Jahrbuch für Wirtschaftsgeschichte
- JuMo – Jugendmode-Kaufhaus und Geschäfte, in denen vorrangig Mode für Jugendliche angeboten wurde

## K
(zum nächsten Buchstaben – L) … (zum Anfang der Liste)
- K 1 – Arbeitsgebiet 1 der Kriminalpolizei (Ermittlungen mit geheimdienstlichen Methoden)
- K 5 – Abteilung 5 der Kriminalpolizei (als politische Polizei bis 1949)
- KAP – Kooperative Abteilung Pflanzenproduktion
- KB – Kreisbibliothek (ohne örtliche Ausleihe)
- KB – Kulturbund der DDR (1945–1990)
- KD – Kreisdienststelle im Bereich des MfS
- KdAW – Komitee der Antifaschistischen Widerstandskämpfer in der DDR
- KdgH – Kasse der gegenseitigen Hilfe (1951–1990) als gewerkschaftliche Unterstützung in Notfällen der Mitglieder bei der BGL
- KdT – Kammer der Technik (1946–1990)
- KEL – Kreiseinsatzleitungen, eine Untergliederung des NVR
- KFA – Komplexe Forschungsaufgabe
- KfA – Kammer für Außenhandel
- KfL – Kreisbetrieb für Landtechnik – Nachfolgebetriebe der Maschinen-Traktoren-Stationen
- KfS – Koordinierungsstelle für Standardisierung
- KfS – Komitee für Staatssicherheit beim Ministerrat der UdSSR (KGB)
- KGBH – Konsumgüterbinnenhandel
- KGD – Konzert- und Gastspieldirektion – (staatliche Künstleragentur auf Bezirksebene) (1953–1990)
- KiB – Kinderbibliothek im Netz der Staatlichen Allgemeinbibliotheken
- KIM – Kombinat Industrielle Mast – ; Massengeflügelhaltung, dementsprechend KIM-Eier, Abkürzung in der Werbung auch als „köstlich immer marktfrisch“ gedeutet
- KIZ – Kultur- und Informationszentrum der DDR als ausländische Informationseinrichtungen der Liga der Völkerfreundschaft der DDR
- KJS – Kinder- und Jugendsportschule – Spezialschule für die Nachwuchsförderung im Hochleistungssport
- KK – Konfliktkommission (1953–1990), auch: KKO
- KK – Kerblochkartei (die Kerblochkarteikarte allgemein auch Randlochkarteikarte)
- KKL – Konferenz der Evangelischen Kirchenleitungen in der DDR
- KL – Kreisleitung
- KLB – Kreislichtspielbetrieb
- KME – Kombinat Mikroelektronik Erfurt
- KMS – Karl-Marx-Stadt, auch KMStadt als Abkürzung gebräuchlich
- KMU – Karl-Marx-Universität Leipzig
- KNE – Kombinat Nachrichtenelektronik
- KOG – Kooperationsgemeinschaft, eine horizontal organisierte Zusammenarbeit von Betrieben in der Landwirtschaft
- KOM – Kraftomnibus, Bus
- Koko – Kommerzielle Koordinierung – eine Außenhandelsbehörde der DDR unter Aufsicht des MfS (1966–1990)
- Koll. – Kollege
- Kolln. – Kollegin
- KOM – Kraftomnibus
- KPKK – Kreisparteikontrollkommission
- KPP – Kontrollpassierpunkt
- KRG – Kontrollratsgesetz
- KS – Kettenschlepper – Bezeichnung einer Reihe von Maschinen für die Bodenbearbeitung in der Landwirtschaft
- KTA – Kraftfahrzeugtechnisches Amt
- KuA – Kunst und Antiquitäten GmbH (1973–1989)
- KuK – Kunst und Antiquitäten GmbH, ein Betrieb der KoKo
- KVP – Kasernierte Volkspolizei
- KWO – Kombinat VEB Kabelwerk Oberspree „Wilhelm Pieck“ Berlin
- KWU – Kommunales Wirtschaftsunternehmen (ab 1946, bis spätestens 1952 in VEB umgewandelt, vergleichbar dem Eigenbetrieb)
- KWV – Kommunale Wohnungsverwaltung – städtische Gesellschaften zur Verwaltung und Bewirtschaftung von Wohnungen (1958–1990).

## L
(zum nächsten Buchstaben – M) … (zum Anfang der Liste)
- LA – Landesarchiv
- LA – Lernaktiv in Betriebsberufsschulen
- LAG – Lagerarbeitsgemeinschaft des KdAW
- LB – Landesbibliothek
- LBK – Landbaukombinat
- LDPD – Liberal-Demokratische Partei Deutschlands
- LEW – Kombinat VEB Lokomotivbau Elektrotechnische Werke Hans Beimler Hennigsdorf
- LHA – Landeshauptarchiv
- LID – Leitstelle für Information/Dokumentation
- LKG – Leipziger Kommissions- und Großbuchhandel GmbH
- LMB - Landmaschinenbau
- LKM – VEB Lokomotivbau Karl Marx Babelsberg
- LNF – Landwirtschaftliche Nutzfläche (auch nur LN genannt)
- LO – Bezeichnung für Kraftfahrzeuge der Marke Robur (Typenbezeichnung L (Lastkraftwagen) – O (Ottomotor))
- LN – Leistungsnote in der Bewertung der Tiere mit LP in der Tierzucht
- LP – Leistungspunkte, ein Bewertungsmaß bei der Tierzucht
- LP – Leistungsprüfung in der Pflanzenzüchtung
- LPG – Landwirtschaftliche Produktionsgenossenschaft
- LPG/VEG-P – eine spezialisierte LPG / ein spezialisiertes VEG zur Pflanzenproduktion
- LPG/VEG-T – eine spezialisierte LPG / ein spezialisiertes VEG zur Tierproduktion
- LPKK – Landesparteikontrollkommission (bis zur Einrichtung der Bezirke bestanden noch die Länder in der DDR)
- LPO – Leistungsprüfungsordnung bei den Pferdeleistungsprüfungen
- LRS – Landesregierung Sachsen (vor Einrichtung der Bezirke)
- LS – lehmiger Sand als Bodenart
- LSK/LV – Luftstreitkräfte/Luftverteidigung der NVA
- LT – lehmiger Ton als Bodenart
- LuG – Landwirtschafts- und Gartenbauausstellung der DDR (bis 1960)
- LuN – Land- und Nahrungsgüterwirtschaft
- LuHB – Landes- und Hochschulbibliothek
- LVO – Leihverkehrsordnung in Bibliotheken der DDR (Anordnung über den Leihverkehr der Bibliotheken der DDR – Leihverkehrsordnung – vom 1. Oktober 1965 – Gbl. Teil II, Nr. 106 vom 25. Oktober 1965, S. 741–748)
- LVO – Landesverteidigungsobjekt
- LVO – Verordnung über die Lieferungen und Leistungen an die bewaffneten Organe – Lieferverordnung
- LWR – Landwirtschaftsrat
- LZPZ – langfristige Zielprogramme der Zusammenarbeit in Produktionszweigen

## M
- MA – Medizinische Akademie

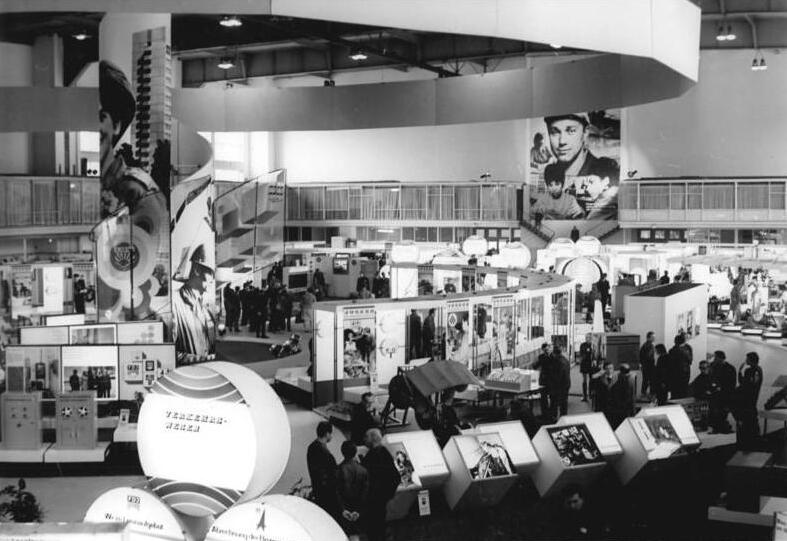
Blick in die Messehalle 1; auf der XIII. Zentralen Messe der Meister von Morgen 1970

- MAD – Medizinische Akademie Dresden
- MAH – Ministerium für Außenhandel (1973–1990)
- MAI – Ministerium für Außenhandel und Innerdeutschen Handel (1949–1967), danach MAW
- MAK-Bilanzierung – eine Material-, Ausrüstungs- und Konsumgüter-Bilanzierung innerhalb eines Betriebes
- MALF – Ministerium für Allgemeinen Maschinen-, Landmaschinen- und Fahrzeugbau
- Malimo – Nähgewirk; Kunstwort aus dem Namen des Erfinders Mauersberger, seines Wohnorts Limbach-Oberfrohna und der Gewebeart Molton – Stoff.
- MAW – Ministerium für Außenwirtschaft (1967–1973), danach MAH
- MAS – Maschinen-Ausleih-Station, Vorläufer der MTS in den 1950er Jahren
- MAS – Ministerium für Arbeit und Sozialfürsorge
- MBau – Ministerium für Bauwesen
- MCI – Ministerium für Chemische Industrie
- MD - Meteorologischer Dienst der DDR
- MdF – Ministerium der Finanzen (1949–1990)
- MdI – Ministerium des Innern (1949–1990)
- MdJ – Ministerium der Justiz (1949–1990)
- MDN – Mark der Deutschen Notenbank
- MDV – Medizinischer Dienst des Verkehrswesens der DDR
- MdVR – Mitglied des Deutschen Volksrates
- MDZ – Methodisch-Diagnostische Zentren
- MEE – Ministerium für Elektrotechnik und Elektronik
- MeG – Meteorologische Gesellschaft der DDR (1957–1990)
- MEGA – Marx-Engels-Gesamtausgabe der Schriften von Karl Marx und Friedrich Engels
- MELS – Marx-Engels-Lenin-Stalin-Institut (später umbenannt in IML)
- MEW – Marx-Engels-Werke – gesammelte Schriften von Karl Marx und Friedrich Engels
- MF – Mikrofilm(e)/Mikrofiche
- MfAA – Ministerium für Auswärtige Angelegenheiten (1949–1990)
- MfAM – Ministerium für Außenhandel und Materialversorgung (1949), danach MAI
- MfB – Ministerium für Bauwesen (1949–1990)
- MfC – Ministerium für Chemische Industrie (1965–1989)
- MfDG – Museum für Deutsche Geschichte (1952–1990)
- MfG – Ministerium für Gesundheitswesen (1949–1990)
- MfGuK – Ministerium für Glas und Keramik (1972–1989)
- MfHV – Ministerium für Handel und Versorgung (1949–1990)
- MfK – Ministerium für Kultur (1954–1990)
- MfL – Ministerium für Leichtindustrie (auch: MLI)
- MfLFN – Ministerium für Land-, Forst- und Nahrungsgüterwirtschaft (1973–1990)
- MfM – Ministerium für Materialwirtschaft (1965–1990)
- MfNV – Ministerium für Nationale Verteidigung (1956–1990)
- MFS – Motorfährschiff
- MfS – Ministerium für Staatssicherheit (1950–1989)
- MfUW – Ministerium für Umweltschutz und Wasserwirtschaft (1972–1990)
- MfV – Ministerium für Volksbildung (1950–1989)
- MfV – Ministerium für Verkehrswesen (1949–1990)
- MfWT – Ministerium für Wissenschaft und Technik (1967–1990)
- MfWV – Ministerium für Werkzeug- und Verarbeitungsmaschinenbau
- MGK – Ministerium für Glas- und Keramikindustrie
- MG – Meliorationsgenossenschaft, Betriebe zur Kultivierung und Werterhaltung der Landwirtschaftlich genutzten Böden durch Meliorations-Maßnahmen
- MGDDR – Mathematische Gesellschaft der DDR (1962–1990)
- MHD – Meteorologischer und Hydrologischer Dienst – der Wetterdienst der DDR
- MHS - Meteorologische Hauptstation (mit Fachpersonal besetzte Wetterwarte)
- MHF – Ministerium für Hoch- und Fachschulwesen (1967–1989)
- MIZ – Musikinformationszentrum des VKM
- MKE – Ministerium für Kohle und Energie
- MKS – Maul- und Klauenseuche
- ML – unter Studenten übliche Abkürzung für die Gesellschaftstheorie des Marxismus-Leninismus und das entsprechende Studienfach, welches Bestandteil aller Studienrichtungen war.
- ML – Mastleistungsbuch
- ML – Zusatzbezeichnung bei Schweinen, die bei der Mastleistungsprüfung berücksichtigt wurden
- MLP – Mastleistungsprüfung bei Schweinen
- m-l WA – marxistisch-leninistische Weltanschauung, in Partnersuchanzeigen von SED-Mitgliedern gebräuchliche Abkürzung
- MLFN – Ministerium für Land-, Forst- und Nahrungsgüterwirtschaft
- MLK – Metallleichtbaukombinat
- MLU – Martin-Luther-Universität Halle-Wittenberg
- MLW – Medizin- und Laborwerke [Berlin / Babelsberg/Potsdam / Dresden / Leipzig]
- MMA – Militärmedizinische Akademie in Bad Saarow-Pieskow von 1981 bis 1990
- MMK – Militärischer Mehrkampf
- MMKV – Militärischer Mehrkampfverband der DDR (1987–1990)
- MMM – Messe der Meister von Morgen – Jugend-forscht-Wettbewerb
- MO - Meteorologisches Observatorium
- MOGEVUS – Molekulare Grundlagen der Entwicklungs-, Vererbungs- und Steuerungsprozesse
- MOSV – Motorsportverband der GST ab 1987
- MPA – Mastprüfungsanstalt – eine Pfüfanstalt zur Mastleistungsprüfung von Schweinen
- MPF – Ministerium für Post und Fernmeldewesen (1949–1990)
- M-Plan – Ministerialplan
- MR – Ministerrat der DDR
- MRB – Ministerratsbeschlüsse
- MSAB – Ministerium für Schwermaschinen- und Anlagenbau
- MSK – Gewerkschaft Mitarbeiter der Staatsorgane und Kommunalwirtschaft ab 1963
- MSP – Mehrzweck-Stapelstuhl mit Polster (millionenfach verkaufter Standardstuhl mit Kunstlederbezug aus dem Mansfeld-Kombinat)[2]
- MSV – Modellsportverband der DDR ab 1987
- MTS – Maschinen-Traktoren-Station
- MVN – Materialverbrauchsnorm
- MVT – Mechanische Verfahrenstechnik
- MWT – Ministerium für Wissenschaft und Technik
- MZ – Methodisches Zentrum für wissenschaftliche Bibliotheken und Informations- und Dokumentationseinrichtungen des MHF
- MZOP - Meteorologisches Zentralobservatorium Potsdam

## N
(zum nächsten Buchstaben – O) … (zum Anfang der Liste)
- NARVA – Nitrogenium, ARgon, VAkuum, ab 1963 Bezeichnung für das VEB Berliner Glühlampenwerk „Rosa Luxemburg“, 1969 aufgegangen in Großkombinat VEB Narva, Kombinat der Volkseigenen Lichtindustrie
- NAW – Nationales Aufbauwerk
- NBG – Neue Bachgesellschaft in Leipzig (1900–1990)
- NBI – Neue Berliner Illustrierte
- ND – Zeitung Neues Deutschland
- ndl – Zeitschrift neue deutsche literatur
- NDPD – National-Demokratische Partei Deutschlands
- NEG – VEB Nachrichtenelektronik Greifswald
- NF – Nationale Front der DDR (1949–1990)
- NF – Neues Forum
- NFG – Nationale Forschungs- und Gedenkstätten der klassischen deutschen Literatur in Weimar (1953–1993)
- NKM – VEB Numerik Karl-Marx-Stadt
- NMG – Nationale Mahn- und Gedenkstätten (1958–1990)
- NÖS – Neues Ökonomisches System, auch NÖSPL und NÖPL benannt
- NÖSPL – Neues Ökonomisches System der Planung und Leitung, siehe NÖS, auch nur NÖPL
- NSA – Nichtsozialistisches Ausland
- NSW – Nichtsozialistisches Wirtschaftsgebiet – meist als Synonym für kapitalistische Länder gebraucht
- NSW-RK – Reisekader für das Nichtsozialistische Wirtschaftsgebiet
- NT – Nichttechnische Fächer
- NTM – NTM Schriftenreihe für Geschichte der Naturwissenschaften, Technik und Medizin
- NVA – Nationale Volksarmee
- NVO – (Neuerer-VO) Verordnung über die Förderung der Tätigkeit der Neuerer und Rationalisatoren in der Neuererbewegung vom 22. Dezember 1971 (GBl. II/1972 Nr. 1 S. 1)
- NVR – Nationaler Verteidigungsrat (1960–1990)

## O
(zum nächsten Buchstaben – P) … (zum Anfang der Liste)
- OB – Oberbibliothekar
- OBR – Oberbibliotheksrat
- OD – Objektdienststelle im Bereich des MfS
- OdF – Opfer des Faschismus
- OfL – Organisation freiwilliger Luftschutzhelfer
- OG – Oberstes Gericht der DDR
- OGL – Ortsgewerkschaftsleitung
- OGO – Ortsgewerkschaftsorganisation, eine eher seltene Einrichtung des FDGB
- OGS – Obst, Gemüse und Speisekartoffeln – Großhandel für Obst, Gemüse und Speisekartoffeln
- OHS – Offiziershochschule
- OibE – Offizier im besonderen Einsatz
- OM – Offizieller Mitarbeiter
- OPK – Operative Personenkontrolle
- OSL – Oberstleutnant
- ÖSS – Ökonomisches System des Sozialismus
- ORSTA – VEB Kombinat ORSTA-Hydraulik Leipzig (Kombinat für Hydraulik und Pneumatik)
- OV – Operativer Vorgang, ein Vorgehen des Ministeriums für Staatssicherheit der DDR zur „Feindbearbeitung“[1]
- OvD – Offizier vom Dienst
- OWG – Gesetz zur Bekämpfung von Ordnungswidrigkeiten vom 12. Januar 1968 (GBl. I/1968 Nr. 3 S. 101)
- ÖWK – Ökologische Waldzustandskontrolle für Waldzustands- bzw. Waldschadenserhebung.

## P
(zum nächsten Buchstaben – R) … (zum Anfang der Liste)
- P2 – ein Plattenbautyp
- PA – Abkürzung für das Schulfach „Produktive Arbeit“, Unterrichtsfach, Schülerarbeit in Betrieben, meist 14-täglich ein Tag, ab der 7. Klasse, aber auch für Personalausweis
- PaG – Parasitologische Gesellschaft der DDR (1961–1990)
- PAO – Preisanordnung, die vor 1967 in der Regel für Industrie- und Verbraucherpreise angewendet wurde. Ab 1967 wurden diese als Ergänzungsbestimmungen zu vorhandenen Festsetzungen ausgeführt.
- PatG – Gesetz über den Rechtsschutz für Erfindungen (Patentgesetz) vom 31. Juli 1963 (GBl. I/1963 S. 121), novelliert am 27. Oktober 1983 (GBl. I/1983 Nr. 29 S. 284)
- PB – Politbüro des ZK der SED (1949–1989)
- PBA – Politischer Beratender Ausschuss der Warschauer Vertragsorganisation
- PCK – Petrolchemisches Kombinat in Schwedt (Oder)
- PDAVO – Produktions- und Dienstleistungsabgabe-Verordnung
- PdVP – Präsidium der Volkspolizei
- PF – Postfach
- PG – Physikalische Gesellschaft der DDR (1952–1990)
- PGA – Produktionsgrad Arbeiter
- PGB – Produktionsgenossenschaft der Binnenfischer ab 1952
- PGH – Produktionsgenossenschaft des Handwerks (1952–1990)
- PGO – Parteigruppenorganisator, Leiter einer Parteigruppe der SED
- PH – Pädagogische Hochschule
- PHS – Parteihochschule „Karl Marx“ beim ZK der SED (1946–1989)
- PHV – Politische Hauptverwaltung der Nationalen Volksarmee
- PI – Pädagogisches Institut
- PK-Abteilung – Politkultur-Abteilung
- PKE – Passkontrolleinheiten – sie trugen die Uniform der Grenztruppen, waren aber dem MfS unterstellt.
- PKK – Parteikontrollkommission der SED (1948–1989)
- PKO – eine zuständige Stelle zur Preiskoordinierung der Industrie
- PKT – Personen-Kraftverkehr-Tarif im Binnenverkehr der DDR
- PKZ – eine Personenkennzahl in 12 Ziffern für alle lebenden Personen in der DDR (1970–1990)
- PM 12 – vorläufiger Personalausweis, auch Ersatzdokument für einen eingezogenen Personalausweis beispielsweise für Haftentlassene und politisch Missliebige. Inhaber eines PM 12 waren willkürlichen Schikanen durch Volkspolizei, Transportpolizei und Staatssicherheit ausgesetzt und in ihrer Bewegungsfreiheit innerhalb der DDR eingeschränkt.
- PM 18 – Genehmigung zum Befahren der Gewässer der DDR. Jährlich neu zu beantragende Genehmigung, um die inneren Seegewässer der DDR befahren zu dürfen.
- PM 19 – Berechtigung zum Überschreiten der Seegrenze. Jährlich neu zu beantragende Genehmigung, um die Seegrenze der DDR (3-Meilen-Grenze) überschreiten zu dürfen.
- PMR – Präsidium des Ministerrats
- POS – Polytechnische Oberschule, Schulform mit Klassen des 1. bis 10. Schuljahres
- POZW – Politisch-operatives Zusammenwirken[1]
- PrAO – Preisanordnung (1949)
- PrEV – Preiserrechnungsvorschrift (1949)
- PrK – Preiskontrolle (1949)
- PrVOBl. – Preisverordnungsblatt
- PSF – Postschließfach
- P-Sonderdrucke – Preissonderdrucke
- PT – Planträger
- PTI – Physikalisch-technisches Institut der AdW
- PTS – Prüfdienststelle für technische Schiffsausrüstungen des DAMW in Stralsund
- PUT – Politische Untergrundtätigkeit[1]
- PV – Parteivorstand
- PV – Politische Verwaltung der Nationalen Volksarmee, früher Name der PHV
- PVO – Preisverordnung – auch: PrVO (1949) – bis 1954. Ab 1954 ersetzt durch eine Preisanordnung im Zuge der Industriepreisreform
- PwF – Produktionsgenossenschaft werktätiger Fischer (1964)
- PwP – Produktionsgenossenschaft werktätiger Pelztierzüchter
- PwZ – Produktionsgenossenschaft werktätiger Zierfischzüchter
- PZV – Postzeitungsvertrieb

## Q
(zum nächsten Buchstaben – R) … (zum Anfang der Liste)
- Q3A – ein Typ von Plattenbau-Wohnhäusern in der DDR

## R
(zum nächsten Buchstaben – S) … (zum Anfang der Liste)
- RA – Reichsbahn-Amtmann, ein Dienstgrad bei der Deutschen Reichsbahn (weitere, die alle mit R begannen, hier in der Liste nur beispielhaft aufgeführt)
- RAW – Reichsbahn-Ausbesserungswerk
- Rba – Reichsbahnamt
- RBD – Reichsbahndirektion, später Rbd
- RBI – Radio Berlin International
- RBO – Reichsbahnbesoldungsordnung
- RdB – Rat des Bezirkes
- RdK – Rat des Kreises
- RdS – Rat der Stadt
- RE-AO – Rechnungseinzugsanordnung
- REWI-Verband – Revisions- und Wirtschaftsverband der Konsumgenossenschaften (1949)
- RGW – Rat für gegenseitige Wirtschaftshilfe
- RFT – Rundfunk- und Fernmelde-Technik, Kombinat der Rundfunkgerätehersteller
- RK – Revisionskommission der SED (1954–1989)
- RKV – Rahmenkollektivvertrag
- RL – Register für Dauerleistungstiere ab 1. Januar 1947 (ersetzte das Deutsche Rinderleistungsbuch – DLRB – von 1937 bis 1945)
- RL – Ringleitung (eingerichtet für Telefonkonferenzen)
- RLN – Rat für landwirtschaftliche Produktion und Nahrungsgüterwirtschaft. Eine Einrichtung des Landwirtschaftsrats ab 1968, die Zusammenarbeit der Landwirtschaft mit der Nahrungsgüterwirtschaft enger zu organisieren. Der RLN-Z war 1971 die Hinwendung zu einer zentralen Produktionsleitung. Die RLN-B waren die nachgeordneten Einrichtungen.
- RMW – Rat für medizinische Wissenschaft (1962–1990)
- ROA – Reichsbahn-Oberamtmann, ein Dienstgrad bei der Deutschen Reichsbahn
- ROR – Reichsbahn-Oberrat, ein Dienstgrad bei der Deutschen Reichsbahn
- ROS – Reichsbahn-Obersekretär, ein Dienstgrad bei der Deutschen Reichsbahn
- RPE – Repräsentative Produktivitätserhebung
- RR – Reichsbahn-Rat, ein Dienstgrad bei der Deutschen Reichsbahn
- RS – Rad-Schlepper – eine Abkürzung für eine Baureihe von Traktoren in der DDR
- RSA - Radiosondenaufstiegsstelle
- RSV – Radiosportverband der DDR ab 1987
- RTS – Reparatur-Technik-Stützpunkt/Station, Vorgänger der MTS

## S

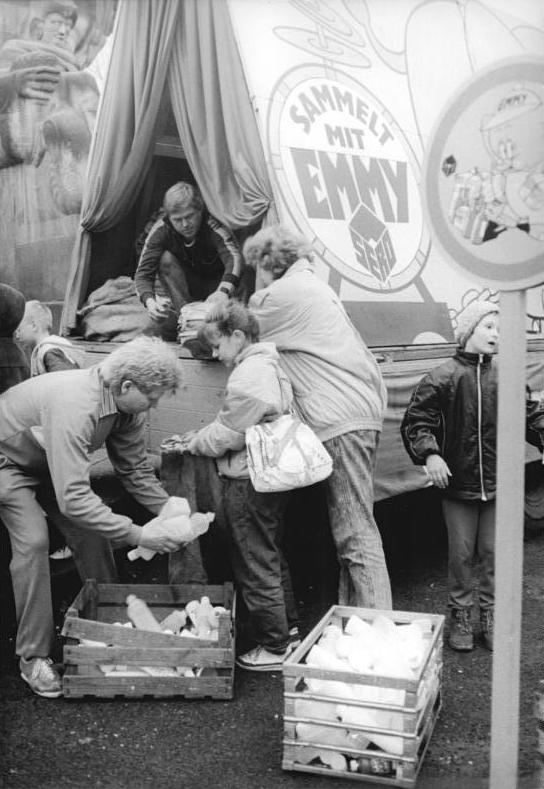
Altstoffsammlung von Schülern

(zum nächsten Buchstaben – T) … (zum Anfang der Liste)
- SAAS – Staatliches Amt für Atomsicherheit und Strahlenschutz, 1973 gegründet
- SAB – Systematik für allgemeinbildende Bibliotheken
- SAE - Sowjetische Antarktisexpedition
- SAG – Sowjetische Aktiengesellschaft
- SAÖB – Staatliche allgemeinbildende öffentliche Bibliothek
- SAW – Sächsische Akademie der Wissenschaften (zu Leipzig) (1846–1990)
- SB – Stadtbibliothek
- SB – Stadtbezirk
- SBB – Stadt- und Bezirksbibliothek
- SBBI – Staatliches Büro für die Begutachtung von Investitionen
- SBBM – Stadtbezirksbürgermeister
- SBL – Stadtbezirksleitung
- SBW – Sozialistische Betriebswirtschaft
- SBZ – Sowjetische Besatzungszone
- SC – Sportclub
- SchrVP – Schriftenreihe der Volkspolizei
- SDAG – Sowjetisch-Deutsche Aktiengesellschaft, z. B. SDAG Wismut
- SED – Sozialistische Einheitspartei Deutschlands – die „Staatspartei“ in der DDR
- SERO – Kurzform für VEB Kombinat Sekundär-Rohstofferfassung und Sekundärrohstoffe
- SEZ – Sport- und Erholungszentrum, Sport- und Freizeitkomplex in Berlin
- SFDR – Spezialfernmeldetechnisches Dienstnetz der Regierung unter der Führung des MfS
- SfS – Staatssekretariat für Staatssicherheit
- SFT – Staatliches Sekretariat für Forschung und Technik
- SG – Sportgemeinschaft
- SGB – Sozialistischer Großhandelsbetrieb
- SGD – Schweinegesundheitsdienst – eine veterinärmedizinische Einrichtung für vorbeugende Maßnahmen gegen Schweinekrankheiten
- SGL – Schulgewerkschaftsleitung
- SGO – Schulgewerkschaftsorganisation
- Sh – Schlepperstunde – eine Einsatzstunde eines Schleppers in der Landwirtschaft
- SHD – Seehydrographischer Dienst der DDR in Rostock mit Zweigstellen in Warnemünde und Peenemünde
- SHGD – Schafherdengesundheitsdienst – eine veterinärmedizinische Einrichtung zur Überwachung von Schafherden
- SHS – Spezialhochschule
- SIAT – Sozialistische Internationale Arbeitsteilung
- SIK – Sächsisches Industriekontor (1949)
- Siko – Sicherheitskommission des Politbüros der SED
- SIV – Selektive Informations-Verarbeitung
- SKB – Stadt- und Kreisbibliothek
- SKDA – Sportkomitee der befreundeten Armeen – die Armeesportvereinigung „Vorwärts“ gehörte dem SKDA (im März 1958 in Moskau gegründet) als Gründungsmitglied an
- SKET – VEB Schwermaschinenbau-Kombinat „Ernst Thälmann“ in Magdeburg
- SKK – Sowjetische Kontrollkommission
- SKL – VEB Schwermaschinenbau „Karl Liebknecht“
- SKV – Staatliche Krankenversicherung
- SL – ein Register für Schweineleistungen (ehemals: Deutsches Schweineleistungsbuch – DSLB)
- SMA – Schweinemastanlage, aber auch Sowjetische Militäradministration
- SMAD – Sowjetische Militäradministration in Deutschland
- SMD – Sportmedizinischer Dienst (1963–1990)
- SMH – Schnelle Medizinische Hilfe – Übersetzung des russischen „скорая медицинская помощь“; auf Westdeutsch „Rettungsdienst“ oder „Erste Hilfe“
- SNB – Sowjetisches Nachrichtenbüro – eine Einrichtung der SMAD in der DDR
- SPK – Staatliche Plankommission (1950–1990)
- SpoWa – Abk. für „SPOrt- und WAnderartikel“, oder SPOrtWAren, oder SPORTartikel WArenhaus, ein Kaufhaus oder Sportverkaufsabteilung von Großkaufhäusern in jeder größeren Stadt, in dem vorrangig Sportbekleidung (Kernmarke Germina) und Campingbedarf, aber auch Bekleidung für Jung- und Thälmannpioniere und FDJler verkauft wurde
- SSV – Seesportverband der DDR ab 1987
- StAB – Staatliche Allgemeinbibliothek
- Stabü, auch Stabi – unter Schülern übliche Abkürzung für das Schulfach Staatsbürgerkunde
- StAG – Gesetz über die Staatsanwaltschaft vom 7. April 1977 (GBl. I/1977 Nr. 10 S. 93)
- Sta-Ge-Fi – Gewerkschaft Staatliche Verwaltung-Gesundheitswesen-Finanzen
- StAV – Staatliche Archivverwaltung der DDR (1949–1990), ab 1953 Staatliche Archivverwaltung des MdI genannt
- Stakuko – Staatliche Kommission für Kunstangelegenheiten war von 1951 bis 1953 ein Staatssekretariat der DDR und ging im Ministerium für Kultur auf.
- Stasi – siehe MfS Ministerium für Staatssicherheit (1950–1989)
- StB – Stadtbibliothek
- StEG – Strafrechtsergänzungsgesetz vom 11. Dezember 1957
- StFB – Staatlicher Forstwirtschaftsbetrieb
- StPB – Ständige Produktionsberatung, ein Organ der Gewerkschaft ab 1958 als Ausschüsse der BGO
- StPO – Strafprozessordnung der DDR
- StVE – Strafvollzugseinrichtung
- StVG – Staatliches Vertragsgericht der DDR (1951–1990)
- SU – Sowjetunion
- SUT – Seehafenumschlagstarif
- SV – Sozialversicherung (1947–1990)
- SV DVP – Sportvereinigung Deutsche Volkspolizei ab 1950
- SVA – Schiffsbauversuchsanstalt in Potsdam
- SVG – Staatliches Vertragsgericht
- SVO – Verordnung zur Sozialpflichtversicherung der Arbeiter und Angestellten vom 17. November 1977 (GBl. I/1977 Nr. 35 S. 377)
- SVT – Systemverfahrenstechnik
- SW – Sozialistisches Wirtschaftsgebiet – das Gebiet der sozialistischen Länder des RGW
- SWD - Seewetterdienststelle
- SWO – Süßwasser-Straßenordnung
- SZS – Staatliche Zentralverwaltung für Statistik (1952–1990) in Berlin

## T
(zum nächsten Buchstaben – U) … (zum Anfang der Liste)
- TAKRAF – Tagebau-Ausrüstungen, Krane und Förderanlagen (VEB Schwermaschinenbau-Kombinat Leipzig)
- TAN – Technische Arbeitsnorm
- Tebele – Textil-Bekleidung-Leder
- TEWA – VEB Technische Eisenwaren Chemnitz (1953)
- TGL – Technische Normen, Gütevorschriften und Lieferbedingungen: Gegenstück zu den westlichen DIN-Normen
- TH – Technische Hochschule
- THD – Tierärztlicher Hygienedienst, Fachpersonal für Schlachttier- und Fleischbeschau, 1969-1990 in die Volkseigenen Fleischkombinate der Bezirke eingegliedert
- THI – Technische Hochschule Ilmenau
- THI – Tierzucht-Hauptinspektion – eine staatliche Einrichtung zur Förderung der Tierzucht mit Sitz in Berlin (AO über das Statut der THI vom 25. Mai 1960, GBl.II, Nr. 18/1960; wirksam 1954 bis 1962, Nachfolgeeinrichtung: VVB Tierzucht Paretz, geregelt durch Beschluss des Ministerrates der DDR vom 15. September 1962)
- THLM – Technische Hochschule Leuna-Merseburg
- TI – Tierzuchtinspektion (Einrichtung für die Durchführung hoheitlicher Aufgaben der Tierzucht im Territorium, realisiert 1954 -   1958 durch 5 Außenstellen und 1959 - 1970 durch 14 Bezirksstellen; Nachfolger ab 1971: VEB Tierzucht als Zusammenschluss der TI, des VEB Besamung und von Prüfstationen des jeweiligen Bezirkes)
- TKBA – Tierkörperbeseitigungsanstalt
- TKO – Technische Kontroll-Organisation, geregelt in der Verordnung über die Entwicklung und Sicherung der Erzeugnisse vom 1. Dezember 1983 (GBl. I/1983 Nr. 37 S. 405) und die Anordnung über die Technische Kontrollorganisation in den Kombinaten und Betrieben vom 21. März 1986 (GBl. I/1986 Nr. 12 S. 159)
- TN – Tagesnorm als Leistungsmaß in der Landwirtschaft
- TMV – Töchter-Mütter-Vergleich in der Tierzucht
- TOM – Technisch-organisatorische Maßnahmen innerhalb eines Betriebes
- TÖZ – Technisch-Ökonomische Zielstellung. Eine methodische Zielstellung in der betrieblichen Planaufstellung
- Trapo – Transportpolizei, sie nahm auf Bahnanlagen polizeiliche Aufgaben wahr
- Trh – Traktorstunde – eine Einsatzstunde eines Traktors in der Landwirtschaft
- TSE – Tierseuchenentschädigung – eine staatliche Einrichtung zur Entschädigung nach der angeordneten Tötung von erkrankten Tieren
- TSK – Territorial-spezifische Kräfte (MfS)[1]
- TSV – Tauchsportverband der DDR ab 1987
- TÜ – Technische Überwachung – DDR-Äquivalenz zum TÜV
- TUD – Technische Universität Dresden
- TUS – Technische Unteroffiziersschule – „Erich Habersaath“ in Prora
- TVA – Tarif- und Verkehrs-Anzeiger
- TVO – Transportverordnung
- TW – Technikwissenschaften
- TWK – technisch-wissenschaftliche Kennzahlen
- TZ – Technisches Zeichnen (Unterrichtsfach in der 7. und 8. Klasse)
- TZB – Technische Zentralbibliothek

## U
(zum nächsten Buchstaben – V) … (zum Anfang der Liste)
- UB – Universitätsbibliothek
- UdSSR – Union der Sozialistischen Sowjetrepubliken
- UGL – Universitätsgewerkschaftsleitung
- UNALOG – Universelles Niederdruck-Analog und Logik-System für pneumatische Steuerungen
- U-Organ – Untersuchungsorgan
- UPP – unveränderlicher Planpreis, der vom 1. Januar 1955 bis zum 31. Dezember 1967 für bestimmte Erzeugnisse galt. Ab 1. Januar 1968 wurde der UPP durch die konstanten Preise ersetzt. Diese wurden wiederum ab dem 1. Januar 1976 durch konstante Planpreise abgelöst.
- UTP – 1958 eingeführter „Unterrichtstag in der sozialistischen Produktion“ – auch „Unterricht in der technischen Produktion“ – für Schüler ab der 7. Klasse; bestand aus den Fächern ESP (Einführung in die sozialistische Produktion, vergleichbar mit Wirtschaftslehre) und PA (Produktive Arbeit direkt in einer nahe gelegenen Fabrik), die meist abwechselnd an einem Tag aller zwei Wochen stattfanden; ab der 11. Klasse an der EOS als WPA (Wissenschaftlich-Praktische Arbeit) bezeichnet

## V

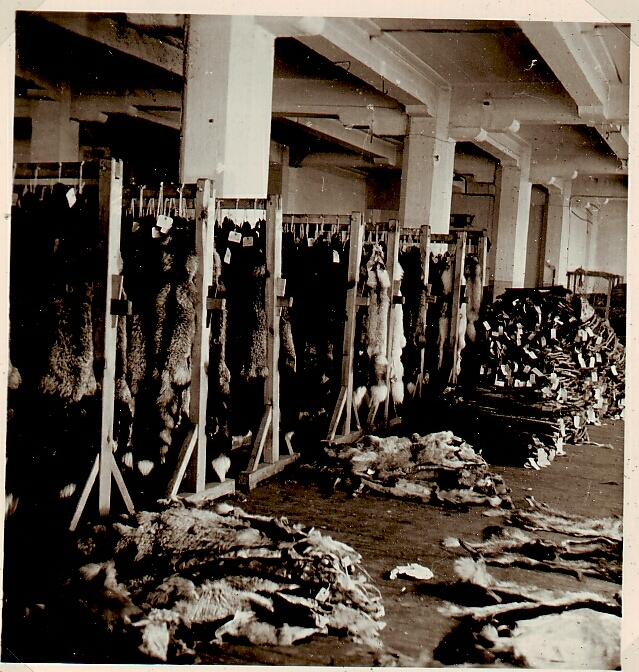
Felllager eines Volkseigenen Erfassungs- und Aufkaufbetriebs in Leipzig

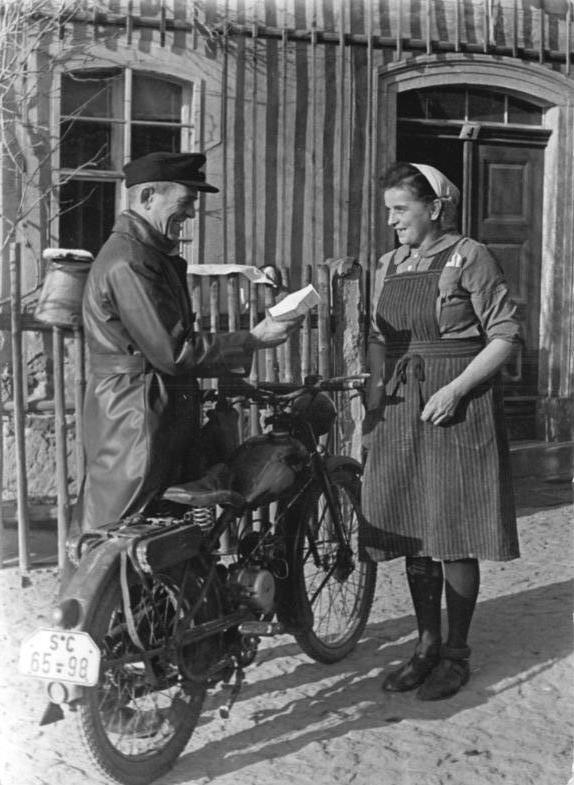
In der Ablieferung landwirtschaftlicher Erzeugnisse ist als vorbildlich bekannt die Gemeinde Ochsensaal im Kreis Oschatz (ZB-Illner, 16. Dezember 1953; Ochsensaal ist heute Teil der Gemeinde Dahlen (Sachsen))

(zum nächsten Buchstaben – W) … (zum Anfang der Liste)
- VA - Vormilitärische Ausbildung (auch VMA)
- VAA – Verlag für Agitations- und Anschauungsmaterial Berlin
- VASA – Versicherungsanstalt Sachsen-Anhalt (1949)
- VAVO – Verbrauchsabgaben-Verordnung
- VBE – Vollbeschäftigungseinheit, auch: VbE
- VBK – Verband Bildender Künstler der DDR (1950–1990); Verband Berliner Konsumgenossenschaften (1949)
- VBV – Gewerkschaft Verwaltung-Banken-Versicherungen ab 1950–1958
- VD – ein Dienst zur Vorankündigung von Neuausgaben im Buchhandel
- VDE – Verwaltungs- und Dienstleistungseinrichtung
- VdF – Verband der Freidenker der DDR (ab 1989) – ab Juni 1990 als „Deutsche Freidenker-Verband e.V.“
- VdgB – Vereinigung der gegenseitigen Bauernhilfe (1946–1990)
- VDJ – Verband der Journalisten der DDR
- VDJD – Vereinigung Demokratischer Juristen Deutschlands (1948–1949): ab 1949 Vereinigung der Juristen der DDR (VdJ) bis 1990
- VdK – Verband der darstellenden Künstler; Verband der Konsumgenossenschaften der DDR (1972–1999) – Vorher:
  - VDK – Verband deutscher Konsumgenossenschaften (ab 1949)
- VdN – Verfolgte des Naziregimes (1949–1990)
- VDP – Verband der Deutschen Presse – auch: VdDP (1949)
- VE – Volkseigen
- VEAB – Volkseigener Erfassungs- und Aufkaufbetrieb – Aufkaufstellen für die Erzeugnisse von Privatpersonen, zumeist Obst und Gemüse aus dem eigenen Garten, aber auch tierische Produkte, wie Eier und Geflügel und Felle. Daneben gab es Drogenerfassungsbetriebe, die für den Ankauf von Wild- und Gartenkräutern, vor allem aber Heilpflanzen zuständig waren.
- VEB – Volkseigener Betrieb – siehe auch Kombinat
- VEB (B) – Volkseigener Betrieb (Bezirksgeleitet)
- VEB (G) – Volkseigener Betrieb (Gemeindegeleitet)
- VEB (K) – Volkseigener Betrieb (Kreisgeleitet)
- VEB (Ö) – Volkseigener Betrieb (Örtlichgeleitet)
- VEB (St) – Volkseigener Betrieb (Städtischgeleitet)
- VEB (Z) – Volkseigener Betrieb (Zentralgeleitet)
- VEG – Volkseigenes Gut (ab 1949, davor Provinzialgut, Landesgut oder Volksgut)
- VEG (Z) – Volkseigenes Gut (zentral geleitet, d. h. der VVB Saat- und Pflanzgut oder der VVB Tierzucht direkt unterstellt)
- VEH – Volkseigener Handel, z. B. VEH Moderne Kunst (ab 1963)
- VELK/DDR – Vereinigte Evangelische Kirchen in der DDR
- VEM – Warenzeichenverband Elektromaschinenbau, auch VEB Elektromotoren Wernigerode
- VEP – Verkaufseinzel[handels]- oder Verbraucherendpreis; später Endverbraucherpreis (EVP) – siehe auch Einzelhandelsverkaufspreis
- Verantw. – Verantwortung, verantwortlich oder Verantwortlicher (entspricht im Prozessverlauf zwar einer Art „Federführung“, der „Verantw.“ hatte jedoch auch bei mangelhaften/fehlenden Zuarbeiten für das Ergebnis einzustehen)
- VESTA – VVB VESTA Leipzig von 1948 bis 1951. Der Name resultierte aus der Produktion von (Roh-)Eisen- und Stahlprodukten
- VEV – Volkseigener Verlag
- VfA – Verwaltung für Außenhandel der SMAD (1949)
- VfAA – Verlag für Agitations- und Anschauungsmittel
- VFF – Verband der Film- und Fernsehschaffenden der DDR (1967–1990)
- VFK – Vereinigung für Kristallographie
- VG – Vertragsgesetz vom 25. Februar 1965 (GBl. I/1965 S. 107)
- VH – Verhaftete(r)[1]
- VHB – Volkseigener Handelsbetrieb
- VHZ – Volkseigene Handelszentrale
- VK – Versorgungskontor der staatlichen Materialversorgung (z. B. VK Kunstfaser Karl-Marx-Stadt, VK Reißspinne Karl-Marx-Stadt, VK Industrietxtilien Dresden, VK Bekleidungsverschlüsse Schmölln)
- VK – Vorkörregister (auch: VKR) – ein Register in der Tierzucht
- VK – Verkehrspolizei
- VKA – Volkskontrollausschüsse als Untergruppierung der ABI
- VKM – Verband der Komponisten und Musikwissenschaftler der DDR (1952–1990)
- VKSK – Verband der Kleingärtner, Siedler und Kleintierzüchter (1959–1990)
- VM – Valutamark
- VMA – Vormilitärische Ausbildung (auch VA)
- VMI – Volkswirtschaftliche Masseninitiative – bezahlte freiwillige Arbeitseinsätze, z. B. zur Verschönerung des Wohnumfeldes
- VOB – Vereinigung organisationseigener Betriebe (1945–1990) – Wirtschaftsunternehmen einer Partei in der DDR
- VP – Volkspolizei
- VPB – Volkspolizei-Bereitschaft
- VPG – Volkspolizeigesetz – Gesetz über die Aufgaben und Befugnisse der Deutschen Volkspolizei vom 11. Juni 1968
- VPKA – Volkspolizeikreisamt (Mehrzahl dementsprechend VPKÄ – Volkspolizeikreisämter)
- VPR – Volkspolizeirevier
- VPS – Schulen der DVP
- VR – Volksrepublik
- VS – Volkssolidarität (1945–1990)
- VSTA – Vorstudienanstalt
- VSV – Verordnung über die Sozialpflichtversicherung
- VSV – Verwaltung Strafvollzug[1]
- VT – Verfahrenstechnik
- VT – Verband der Theaterschaffenden der DDR (1966–1990)
- VTA – Verlade- und Transporteinheit[1]
- VuM – Verfügungen und Mitteilungen
- VVB – Vereinigung Volkseigener Betriebe (1948–1990)
- VVEAB – eine Vereinigung der VEAB eines Bezirkes
- VVG – Vereinigung Volkseigener Güter ab 1949
- VVN – Vereinigung der Verfolgten des Naziregimes (1947–1953)
- VVO – Vaterländischer Verdienstorden
- VVS – Vertrauliche Verschlußsache
- VVV – eine Vertrauensleutevollversammlung eines staatlichen Betriebes
- VVW – Vereinigung Volkseigener Werften, ab 1948 an der mecklenburgischen Küste
- VW-Plan – Volkswirtschaftsplan
- VWR – Volkswirtschaftsrat von 1961 bis 1965
- VZ – Versorgungszentrum; zentrale Einrichtung für Handel, Dienstleistung, Kultur und Gastronomie innerhalb eines stark besiedelten Wohngebietes

## W
(zum nächsten Buchstaben – Z) … (zum Anfang der Liste)
- WAB – Wasserversorgungs- und Abwasserentsorgungsbetrieb
- WAB – Wissenschaftliche Allgemeinbibliothek des Bezirkes
- WAO – Wissenschaftliche Arbeitsorganisation. Wurde ab 1971 in der DDR eingeführt, und ab April 1973 durch eine Anordnung (AO) in den Betrieben umgesetzt.
- WB – Wissenschaftsbereich
- WBA – Wohnbezirksausschuss der Nationalen Front
- WBDJ – Weltbund der Demokratischen Jugend
- WBK – Wehrbezirkskommando (NVA)
- WBK – Wohnungsbaukombinat
- WBS 70 – Wohnbausystem 70, einheitlicher Plattenbautyp von 1970
- WBU – Wasserstraßenbetrieb- und unterhaltung
- WE – Wohnungseinheit
- WF – VEB Werk für Fernsehelektronik Berlin
- WGB – Wissenschaftlicher Gerätebau
- WGB – Weltgewerkschaftsbund
- WGK - Wohnung- und Gesellschaftsbaukombinat
- WGV – Wissenschaftliche Gesellschaft für Veterinärmedizin der DDR (1954–1990)
- WIB – Wissenschaftlicher Industriebetrieb
- WIZ – Wissenschaftliches Informationszentrum der AdW
- WK – Wissenschaftlicher Kommunismus
- WKG – Wissenschaftlicher Kommunismus Gesellschaftskunde - Lehrfach an Hoch- u. Fachschulen (ab 1970)
- WKK – Wehrkreiskommando (NVA)
- WKSV – Wehrkampfsportverband der DDR ab 1987
- WMW – Werkzeugmaschinen und Werkzeuge, staatlicher Außenhandelsbetrieb zum Vertrieb der genannten Produkte, eingetragenes Warenzeichen für solche
- WPA – Wissenschaftlich-praktische Arbeit (Schulfach der EOS)
- WPO – Wohnparteiorganisation der SED
- WPT – Wissenschaftlich-Produktive Tätigkeit
- WPU – Wilhelm-Pieck-Universität Rostock
- WR – Wissenschaftlicher Rat
- WtB – Waren täglicher Bedarf
- WTG – Wissenschaftlich-technische Gesellschaften in der KdT
- WTK – Wissenschaftlich-Technische Konzeption
- WTZ – Wissenschaftlich-Technisches Zentrum der VVB
- WTZ – Wissenschaftlich-Technische Zusammenarbeit
- WZ FSU – Wissenschaftliche Zeitschrift der Friedrich-Schiller-Universität Jena
- WZ HUB G – Wissenschaftliche Zeitschrift der Humboldt-Universität zu Berlin, Reihe Gesellschaftswissenschaften
- WZ KMU G – Wissenschaftliche Zeitschrift der Karl-Marx-Universität Leipzig, Gesellschafts- und Sprachwissenschaftliche Reihe
- WZ MLU G – Wissenschaftliche Zeitschrift der Martin-Luther-Universität Halle-Wittenberg, Gesellschafts- und Sprachwissenschaftliche Reihe

## Z
(zum Anfang der Liste)
- Z-37 – ein aus der Tschechoslowakei ab 1968 importiertes Agrarflugzeug
- Z-Plan – Zentraler Forschungsplan
- Zafir – Zentralausschuss für industrielles Rechnungswesen (1949)
- ZAIG – Zentrale Auswertungs- und Informationsgruppe im MfS
- ZAG – Zentrale Aufbaugruppe
- ZAK – Zentrale Arbeitskreise für Forschung und Technik im Forschungsrat der DDR
- ZAK – Zentraler Artikelkatalog der Volkswirtschaft der DDR
- ZAM – Zentralinstitut für Arbeitsmedizin (1961–1990)
- ZB – Zentralbibliothek
- ZBE – Zwischenbetriebliche Einrichtung, eine Verbindung verschiedener Einrichtungen zur Zusammenarbeit z. B. in der Landwirtschaft, wobei die Einrichtungen auch außerhalb der Landwirtschaftsbetriebe stehen können
- Z-BfN – Zentrales Büro für Neuererbewegung, in zentralen Einrichtungen des Staates und der Wirtschaftsleitung vorhanden
- ZBL – Zentralblatt – Amtliche Veröffentlichung für Verwaltungsanweisungen der Regierung. Daneben gab es in der DDR verschiedene Zeitschriften, die den Begriff „Zentralblatt“ im Titel trugen.
- ZBN – Zentraler Bestandsnachweis im ZStAM
- ZBO – Zwischenbetriebliche Bauorganisation
- ZBS – Zentrale Bildungsstätte der AdW
- ZDK – Zentrale Delegiertenkonferenz
- ZE – Zugkrafteinheit in der Landwirtschaft zur Bewertung der Zugkraft einzelner Tiere
- ZEK – Zentrales Entwicklungs- und Konstruktionsbüro
- Zentrag – Zentrale Druckerei-, Einkaufs- und Revisionsgesellschaft mbH (1945–1990)
- ZER – Zentrales Einwohnermelderegister in Zusammenarbeit mit der Zentralen Personendatenbank des MdI
- ZFB – Zentrale Fachbibliothek
- ZfB – Zentralblatt für Bibliothekswesen
- ZfG – Zeitschrift für Geschichtswissenschaft
- ZfI – Zentralinstitut für Isotopen- und Strahlenforschung
- ZfK – Zentralinstitut für Kernforschung der AdW
- ZFP – Zentraler Forschungsplan
- ZFT – Zentralamt für Forschung und Technik
- ZFW – Zentralinstitut für Festkörperphysik und Werkstoffforschung der AdW (Stand: 1990)
- ZGE – Zwischengenossenschaftliche Einrichtungen in der Landwirtschaft
- ZGE – Zuchtgartenelite – eine Ernte zur Erhaltung in der Zucht von Pflanzensorten in Saatzuchtbetrieben
- ZGID – Zentrum für gesellschaftswissenschaftliche Information und Dokumentation der AdW
- ZHB – Zentralinstitut für Hochschulbildung (1982–1990)
- ZI – Zentralinstitut
- ZIAC – Zentralinstitut für Anorganische Chemie der AdW
- ZIAGA – Zentralinstitut für Alte Geschichte und Archäologie der AdW
- ZIAP – Zentralinstitut für Astrophysik der AdW
- ZIB – Zentralinstitut für Bibliothekswesen Berlin
- ZIE – Zentralinstitut für Ernährung der AdW
- ZIE – Zentralinstitut für Elektronenphysik der AdW
- ZIfSW – Zentralinstitut für sozialistische Wirtschaftsführung beim ZK der SED
- ZIG – Zentralinstitut für Geschichte der AdW
- ZIGK – Zentralinstitut für Genetik und Kulturpflanzenforschung der AdW
- ZIHKF – Zentralinstitut für Herz-Kreislaufforschung der AdW (auch: ZIHK)
- ZIHSB – Zentralinstitut für Hochschulbildung
- ZIID – Zentralinstitut für Information und Dokumentation (1966–1990)
- ZIIS – Zentralinstitut für Isotopen- und Strahlenforschung der AdW
- ZIJ – Zentralinstitut für Jugendforschung der AdW (1960–1990)
- ZIK – Zentralinstitut für Krebsforschung der AdW
- ZIL – Zentralinstitut für Literaturgeschichte der AdW
- ZIM – Zentralinstitut für Molekularbiologie der AdW
- ZIMET – Zentralinstitut für Mikrobiologie und experimentelle Therapie der AdW
- ZIOC – Zentralinstitut für Organische Chemie der AdW
- ZIPC – Zentralinstitut für Physikalische Chemie der AdW
- ZIPE – Zentralinstitut für Physik der Erde der AdW
- ZIPh – Zentralinstitut für Philosophie der AdW
- ZIS – Zentralinstitut für Schweißtechnik in Halle (1952–1990)
- ZISW – Zentralinstitut für Sprachwissenschaft der AdW
- ZIW – Zentralinstitut für Wirtschaftswissenschaften der AdW
- ZK – Zentralkomitee der SED
- ZKG – Zentrale Koordinierungsgruppe im MfS[1]
- ZKI – Zentralinstitut für Kybernetik und Informationsprozesse der AdW
- ZKK – Zentrale Kontrollkommission bei der DWK (1949)
- ZKK – Zentrale Katastrophenkommission beim MR der DDR
- ZKSK – Zentrale Kommission für Staatliche Kontrolle beim Ministerrat der DDR
- ZLA – Zentrale Lehranstalt
- ZLF – Zentrallabor für Fernmeldetechnik, Zentrale Entwicklungs- und Prüfeinrichtung für Fernmeldeanlagen
- ZLGID – Zentrale Leitung für Gesellschaftswissenschaftliche Information und Dokumentation der AdW
- ZLID – Zentrale Leitstelle für Information/Dokumentation
- ZMD – Zentraler Medizinischer Dienst
- ZOS – Zentralinstitut für Optik und Spektroskopie der AdW
- ZOS – Zentraler Operativstab[1]
- ZPA – Zentrales Parteiarchiv der SED
- ZPD – Zentralstelle für Primärdokumentation, unterstellt der SZS
- ZPKK – Zentrale Parteikontrollkommission
- ZRK – Zentrale Revisionskommission in verschiedenen Einrichtungen, auch der SED
- ZSfK – Zentralschule für Kampfgruppen in Schmerwitz bei Wiesenburg/Mark
- ZStAM – Zentrales Staatsarchiv in Merseburg
- ZStPB – in größeren Betrieben eingerichtete Zentrale StPB
- ZSW – Zentralinstitut für sozialistische Wirtschaftsführung beim ZK der SED (1965–1990)
- ZV – Zivilverteidigung der DDR (1970–1990)
- ZV – Zentralvorstand
- ZVA – Zeitungsvertriebsamt (in Berlin)
- ZVG – Zentrales Vertragsgericht
- ZVGes – Zentralverwaltung für Gesundheitswesen
- ZVOBL – Zentralverordnungsblatt der DWK
- ZwB – Zweigbibliothek
- ZWD - Zentrale Wetterdienststelle
- ZWG – Zentrum für Wissenschaftlichen Gerätebau der AdW
- ZWK – Zentrales Warenkontor im MfHV. Es gab nach 1965 sechs selbständige Warenkontore nach Auflösung des ZWK: Waren täglicher Bedarf (WtB); Obst, Gemüse, Speisekartoffeln (OGS); Haushaltswaren, Technik, Schuhe und Lederwaren, Möbel, Kulturwaren, Sportartikel sowie die Großhandelsdirektion Textil und Kurzwaren.